# علم الفلك

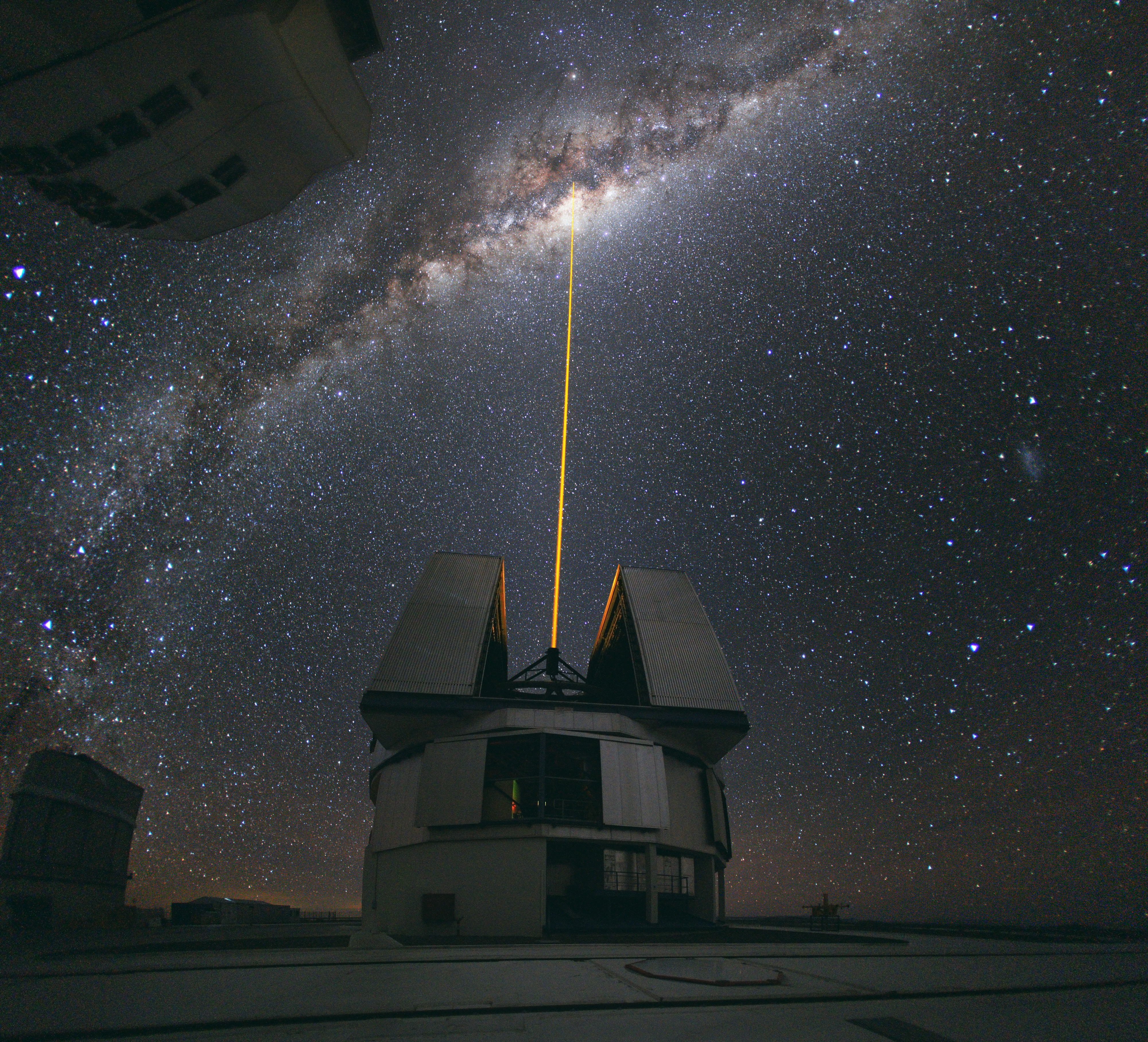
المرصد البارانالي للمرصد الأوروبي الجنوبي يطلق نجمة دليل ليزر إلى مركز المجرة.

الفَلَك أو عِلْمُ الفَلَك هو علم طبيعي يدرس الظواهر الفلكية والأجرام السماوية. يستخدم علم الفلك الرياضيات والفيزياء والكيمياء لشرح أصل وتطور تلك الظواهر والأجرام. تشمل الأجرام المثيرة للاهتمام الكواكب والأقمار والنجوم والسدم والمجرات والمذنبات. وتشمل الظواهر ذات الصلة انفجارات المستعر الأعظم، انفجارات أشعة جاما، والنجوم الزائفة، والأجرام الوهاجة، والنباضات (تختلف عن النجوم النابضة)، وإشعاع الخلفية الكونية الميكروي. عمومًا، يدرس علم الفلك كل ما ينشأ خارج الغلاف الجوي للأرض. علم الكون هو فرع من فروع علم الفلك. يدرس الفضاء الكوني ككل.
علم الفلك من أقدم العلوم الطبيعية، وقد قدمت الحضارات المبكرة في التاريخ المسجل ملاحظات منهجية لسماء الليل. ومن هؤلاء البابليون واليونانيون والهنود والمصريون والصينيون والمايا والعديد من الشعوب الأصلية في الأمريكتين. في الماضي، كان علم الفلك يتضمن تخصصات متنوعة مثل علم القياسات الفلكية، والملاحة الفلكية، وعلم الفلك الرصدي، وصنع التقويمات. في الوقت الحاضر، غالبًا ما يُعد علم الفلك الاحترافي مرادفًا لعلم الفيزياء الفلكية.
ينقسم علم الفلك الحالي إلى فرعين علم الفلك النظري وعلم الفلك الرصدي. يركز علم الفلك الرصدي على الحصول على البيانات من ملاحظات الأجرام الفلكية. ثم يجري تحليل هذه البيانات باستخدام المبادئ الأساسية لعلم الفيزياء. علم الفلك النظري موجه نحو تطوير نماذج حاسوبية أو تحليلية لوصف الظواهر والأجرام الفلكية. هذان المجالان يكملان بعضهما البعض. يسعى علم الفلك النظري إلى شرح نتائج الرصد وتستخدم الملاحظات المرصودة لتأكيد النتائج النظرية.
ساهم الفلكيون الهواة في العديد من الاكتشافات المهمة، حيث يعدّ علم الفلك من العلوم القليلة التي يمكن للهواة أن يلعبوا فيها دورًا هامًا، وخاصة في اكتشاف ورصد الظواهر العابرة.
أعلنت الأمم المتحدة عام 2009 لتصبح السنة الدولية لعلم الفلك (IYA2009)، وهي تهدف إلى التأكيد على الوعي الجماهيري والتعامل مع علم الفلك.

## أصل التسمية
في العربية، العِلْمُ هو المعرفة وهو نقيض الجهل، والفَلَك هو مدار النجوم، وجمعها أَفلاك، وجمعها الفيروز أبادي في محيطه على فُلُك أيضاً وجاء في المعجم الوسيط أن الفَلَك هو المدار الذي يسبح فيه الجرم السماوي وبأن علم الفلك هو علم يُبحث فيه عن الأجرام العلوية وأحوالها وبأن الفلكي هو المُشتغِل بهذا العلم.
ويُسمى علم الفلك (بالإنجليزية: Astronomy) وهي مكونة من مقطعين، البادئة Astro- وتعني نجم أو سماء أو فلكي  واللاحقة onomy- التي تعني مجموعة القواعد أو القوانين الناظمة للمعرفة في أحد حقول المعارف البشرية.
ويُسمى علم الفلك (باليونانية: ἀστρονομία) وهي كلمة مكونة من مقطعين، ἀστρο وتعني نجم وνόμος وتعني قانون، فيصبح معنى الكلمة الحرفي «قانون النجوم». لا ينبغي الخلط بين علم الفلك وعلم التنجيم، والتنجيم هو الادعاء أن الشؤون البشرية مرتبطة بمواقع الأجرام السماوية. على الرغم من أن الحقلين يشتركان في أصل مشترك، إلا أنهما الآن مختلفان تمامًا.

### علم الفلك والفيزياء الفلكية

مخطط أبراج تنجيمي للألفية الجديدة.

«علم الفلك» و«الفيزياء الفلكية» كلمتان مترادفتان. استنادًا إلى تعريفات القاموس الدقيقة، يشير مصطلح «علم الفلك» إلى «دراسة الأجرام والمواد خارج الغلاف الجوي للأرض ودراسة خصائصها الفيزيائية والكيميائية»، بينما تشير «الفيزياء الفلكية» إلى فرع علم الفلك الذي يتعامل مع «السلوك، والخصائص الفيزيائية والعمليات الديناميكية للأجرام والظواهر السماوية». في بعض الحالات، كما هو الحال في مقدمة الكتاب المدرسي التمهيدي «الكون الفيزيائي» بقلم فرانك شو، يمكن استخدام «علم الفلك» لوصف الدراسة النوعية للموضوع، بينما يمكن استخدام «الفيزياء الفلكية» لوصف النسخة الموجهة نحو الشرح الفيزيائي للموضوع. ومع ذلك، نظرًا لأن معظم الأبحاث الفلكية الحديثة تتعامل مع الموضوعات المتعلقة بالفيزياء، يمكن أن يُطلق على علم الفلك الحديث في الواقع اسم الفيزياء الفلكية. بعض المجالات، مثل علم القياسات الفلكية، هي مجرد علم فلك أكثر من فيزياء فلكية. قد تستخدم الأقسام المختلفة التي يجري فيها العلماء أبحاثًا حول هذا الموضوع «علم الفلك» و«الفيزياء الفلكية»، اعتمادًا جزئيًا على ما إذا كان القسم تابعًا تاريخيًا لقسم الفيزياء، والعديد من علماء الفلك المحترفين حاصلون على درجات في الفيزياء بدلاً من علم الفلك. تشمل بعض عناوين المجلات العلمية الرائدة في هذا المجال المجلة الفلكية والمجلة الفيزيائية الفلكية ومجلة علم الفلك والفيزياء الفلكية.

### علم الفلك والتنجيم
علم الفلك والتنجيم كانا في العصور القديمة يُعاملان كعلمٍ واحد، وأخذا بالانفصال تدريجيا عن بعضهما البعض ليغدوا علمين منفصلين حتى القرن السابع عشر (في عصر التنوير تحديدا) عندما رُفِض اعتبار التنجيم كعلم. وخلال الجزء الأخير من فترة العصور الوسطى، أصبح علم الفلك هو الأساس وأصبح علم التنجيم يعمل من خلاله.
منذ القرن الثامن عشر، أصبحا يعاملان بصفتهما اختصاصين منفصلين. علم الفلك، أي دراسة الأجرام والظواهر التي تنشأ خارج الغلاف الجوي للأرض، وهو علم وأصبح على نطاق واسع من ضمن الانضباط الأكاديمي. أما التنجيم، والذي يستخدم المواقع الظاهرة للأجرام السماوية للتنبؤ بالأحداث المستقبلية، هو شكل من أشكال العرافة وليس سوى أحد العلوم الزائفة.

## التاريخ

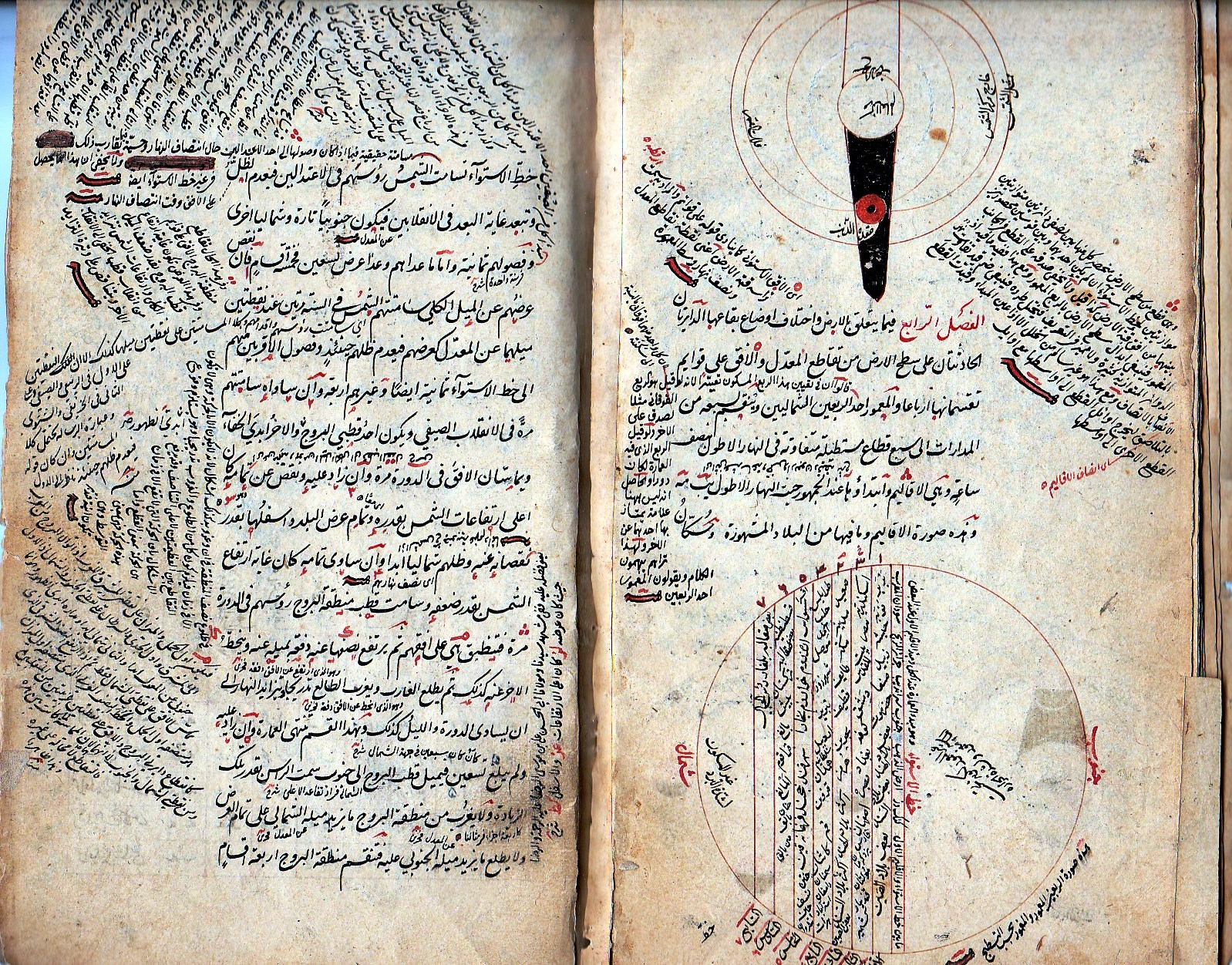
مخطوط لكتاب عربي في علم الفلك يظهر تقدم العرب في حساب وقت الخسوف والكسوف.

مخطوط لكتاب عربي في علم الفلك يشرح ظاهرة خسوف القمر.

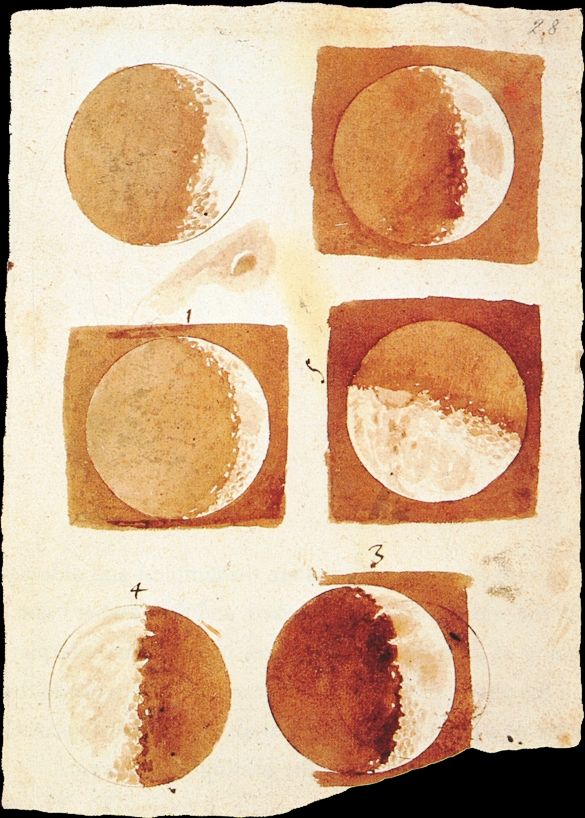
تشير استكشافات جاليليو وملاحظاته حول القمر إلى أن السطح كان جبلياً.

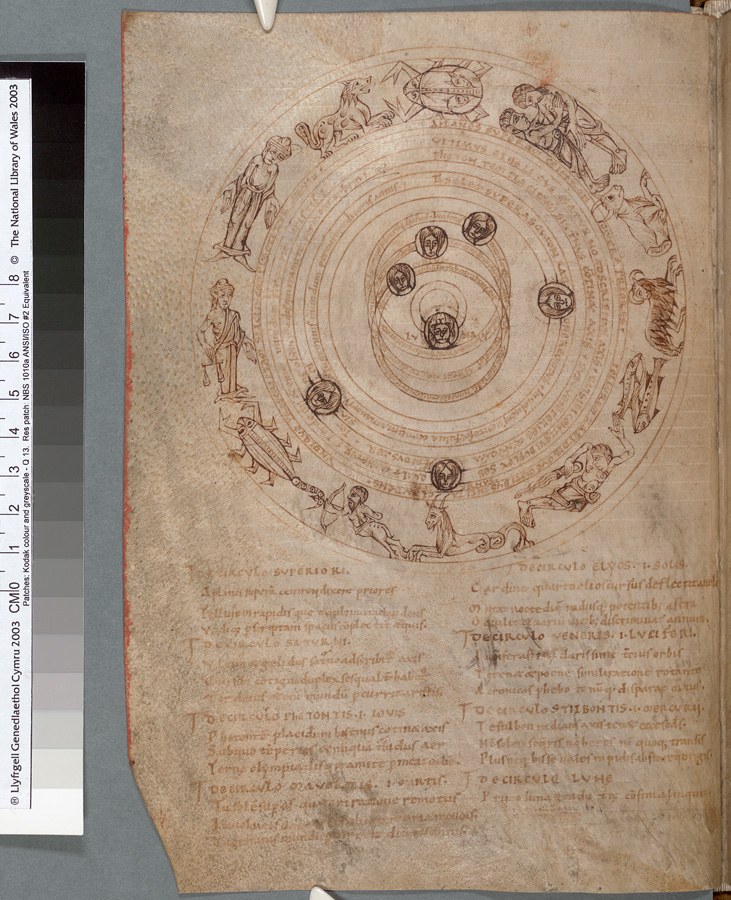
مخطط فلكي من مخطوطة علمية مبكرة، 1000 للميلاد.

### العصور القديمة
في العصور التاريخية المبكرة، كان علم الفلك يتألف فقط من المراقبة والتنبؤ بحركات الأجرام المرئية بالعين المجردة. في بعض المواقع، جمعت الثقافات المبكرة قطعًا أثرية ضخمة ربما كان لها بعض الأغراض الفلكية. بالإضافة إلى استخداماتها الاحتفالية، يمكن استخدام هذه المراصد لتحديد فصول السنة، وهو عامل مهم في معرفة وقت زراعة المحاصيل وفهم طول العام.
قبل اختراع أدوات مثل التلسكوب، أجريت دراسة مبكرة للنجوم باستخدام العين المجردة. مع تطور الحضارات، وعلى الأخص في بلاد ما بين النهرين واليونان وبلاد فارس والهند والصين ومصر وأمريكا الوسطى، جمعت المراصد الفلكية وبدأت الأفكار حول طبيعة الكون في التطور. تألف علم الفلك المبكر من رسم خرائط مواقع النجوم والكواكب، وهو علم يشار إليه الآن باسم علم القياسات الفلكية. من هذه الملاحظات، شكلت أفكار مبكرة حول حركات الكواكب، واستكشفت طبيعة الشمس والقمر والأرض في الكون بطريقة فلسفية. كان يعتقد أن الأرض هي مركز الكون حيث تدور حولها الشمس والقمر والنجوم. يُعرف هذا بنموذج مركزية الأرض للكون، أو النموذج البطلمي، الذي سمي على اسم بطليموس.
كان التطور المبكر المهم خصوصًا هو بداية علم الفلك الرياضي والعلمي، والذي بدأ بين البابليين، الذين وضعوا أسس التقاليد الفلكية اللاحقة التي تطورت في العديد من الحضارات الأخرى. اكتشف البابليون أن خسوف القمر يتكرر في دورة متكررة تعرف باسم دورة ساروس.
بعد البابليين، أحرز تقدم كبير في علم الفلك في اليونان القديمة والعالم الهلنستي. يتميز علم الفلك اليوناني منذ البداية بالسعي إلى تفسير منطقي وفيزيائي للظواهر السماوية. في القرن الثالث قبل الميلاد، قدر أرسطرخس الساموسي حجم ومسافة القمر والشمس، واقترح نموذجًا للنظام الشمسي حيث تدور الأرض والكواكب حول الشمس، ويسمى الآن نموذج مركزية الشمس. في القرن الثاني قبل الميلاد، اكتشف أبرخش البدارية، وحساب حجم ومسافة القمر، واخترع أقدم الأجهزة الفلكية المعروفة مثل الأسطرلاب. أنشأ أبرخش أيضًا فهرسًا شاملاً لـ1020 نجمة، ومعظم الأبراج في نصف الكرة الشمالي مستمدة من علم الفلك اليوناني. كانت آلية أنتيكيثيرا (حوالي 150-80 قبل الميلاد) جهاز حاسوب تماثلي مبكر مصمم لحساب موقع الشمس والقمر والكواكب في تاريخ معين. لم تظهر المصنوعات التكنولوجية ذات التعقيد المماثل حتى القرن الرابع عشر، عندما ظهرت الساعات الفلكية الميكانيكية في أوروبا.
علم الفلك الصيني له تاريخ طويل، بدءًا من عهد أسرة شانغ (العصر البرونزي الصيني). عثر على أسماء النجوم الصينية التي صنفت لاحقًا في القصور الثمانية والعشرين على عظام أوراكل المكتشفة في أنيانغ، والتي يعود تاريخها إلى عهد أسرة شانغ الوسطى. بدأت سجلات مفصلة للملاحظات الفلكية خلال فترة الدول المتحاربة (القرن الرابع قبل الميلاد) وازدهرت من عهد أسرة هان فصاعدًا. كان علم الفلك الصيني استوائيًا، حيث كان مركزًا على الملاحظة الدقيقة للنجوم المحيطة بالقطب، واستند إلى مبادئ مختلفة عن تلك السائدة في علم الفلك الغربي التقليدي، حيث شكل الشروق النجمي وإعدادات دائرة البروج مسار الشمس الأساسي. وصف نيدهام الصينيين القدماء بأنهم أكثر المراقبين ثباتًا ودقة في كشف الظواهر السماوية في أي مكان في العالم قبل علماء الفلك الإسلامي.

### العصور الوسطى
ازدهر علم الفلك في عصر الحضارة الإسلامية وأجزاء أخرى من العالم. أدى ذلك إلى ظهور المراصد الفلكية الأولى في العالم الإسلامي في أوائل القرن التاسع. في عام 964، وصف عالم الفلك المسلم عبد الرحمن بن عمر الصوفي مجرة أندروميدا، أكبر مجرة في المجموعة المحلية، في كتابه صور الكواكب الثمانية والأربعين. لاحظ عالم الفلك المصري العربي علي بن رضوان وعلماء الفلك الصينيون المستعر الأعظم SN 1006، وهو ألمع حدث نجمي من حيث الحجم الظاهر في التاريخ المسجل، في عام 1006. بعض علماء الفلك المسلمين البارزين (معظمهم من الفارسيين والعرب) الذين قدموا مساهمات كبيرة في العلوم وتشمل البتاني، وثابت بن قرة، وعبد الرحمن الصوفي، والبيروني، وإبراهيم بن يحيى الزرقالي، والبيرجندي، وعلماء الفلك في مرصد المراغة وسمرقند. قدم علماء الفلك في ذلك الوقت العديد من الأسماء العربية المستخدمة الآن للنجوم.
ضمت أوروبا في العصور الوسطى عددًا من علماء الفلك المهمين. قدم ريتشارد من والينجفورد (1292-1336) مساهمات كبيرة في علم الفلك وعلم البنكامات، بما في ذلك اختراع أول ساعة فلكية، سمحت أداة المستطيل بقياس الزوايا بين الكواكب والأجسام الفلكية الأخرى، بالإضافة إلى خط استوائي يسمى «ألبيون» والذي يمكن استخدامه في الحسابات الفلكية مثل خطوط الطول القمرية والشمسية والكواكب ويمكن أن يتنبأ بالكسوف. ناقش نيكول أورسمه (1320–1382) وجان بوريدان (1300–1361) لأول مرة الدليل على دوران الأرض، علاوة على ذلك، طور بوردان أيضًا نظرية الزخم (سلف النظرية العلمية الحديثة للقصور الذاتي) التي كانت قادرة على إظهار الكواكب كانت قادرة على الحركة دون تدخل الملائكة (حسب الفكر الشائع وقتها). ساعد جورج فون بيورباخ (1423-1461) وريغيومونتانوس (1436–1476) في جعل التقدم الفلكي مفيدًا في تطوير كوبرنيكوس لنموذج مركزية الشمس بعد عقود.
ويعتقد أيضًا أن الأطلال في زيمبابوي العظمى وتمبكتو ربما احتوت على مراصد فلكية. في غرب أفريقيا ما بعد الكلاسيكية، درس علماء الفلك حركة النجوم وعلاقتها بالفصول، وصاغوا مخططات للسماء بالإضافة إلى مخططات دقيقة لمدارات الكواكب الأخرى بناءً على حسابات رياضية معقدة. وثق مؤرخ إمبراطورية سونغاي محمود كعت زخة شهب في أغسطس 1583. كان الأوروبيون يعتقدون سابقًا أنه لم تكن هناك مراقبة فلكية في أفريقيا جنوب الصحراء خلال العصور الوسطى ما قبل الاستعمار، لكن الاكتشافات الحديثة تظهر خلاف ذلك.
لأكثر من ستة قرون (من انتعاش التعلم القديم خلال أواخر العصور الوسطى إلى عصر التنوير)، قدمت الكنيسة الرومانية الكاثوليكية المزيد من الدعم المالي والاجتماعي لدراسة علم الفلك أكثر من جميع المؤسسات الأخرى على الأرجح. من بين دوافع الكنيسة تحديد موعد عيد الفصح.

### الثورة العلمية
خلال عصر النهضة، اقترح نيكولاس كوبرنيكوس نموذج مركزية الشمس للنظام الشمسي. دافع غاليليو غاليلي عن عمله وقام بتوسيعه يوهانس كيبلر. كان كيبلر أول من ابتكر نظامًا يصف بشكل صحيح تفاصيل حركة الكواكب حول الشمس. ومع ذلك، لم ينجح كيبلر في صياغة نظرية وراء طبيعة ومسببات القوانين التي دونها. كان إسحاق نيوتن، مع اختراعه للديناميكيات السماوية وقانون الجاذبية، هو الذي شرح أخيرًا حركات الكواكب. طور نيوتن أيضًا التلسكوب العاكس.
أدت التحسينات في حجم وجودة التلسكوب إلى مزيد من الاكتشافات. صنف عالم الفلك الإنجليزي جون فلامستيد أكثر من 3000 نجم، أنتج نيكولاس لويس دو لكيل فهارس نجمية أكثر شمولاً. أعد عالم الفلك ويليام هيرشل فهرسًا مفصلاً عن السدم والعناقيد، وفي عام 1781 اكتشف كوكب أورانوس، وهو أول كوكب جديد يُعثر عليه.
خلال القرنين الثامن عشر والتاسع عشر، أدت دراسة معضلة الأجسام الثلاث بواسطة ليونهارت أويلر وألكسيس كليروت ولورن دالمبير إلى تنبؤات أكثر دقة حول حركة القمر والكواكب. نقح هذا العمل من قبل جوزيف لوي لاغرانج وبيير لابلاس، مما سمح بتقدير كتلة الكواكب والأقمار من اضطراباتها.
حدثت تطورات كبيرة في علم الفلك مع إدخال التكنولوجيا الجديدة، بما في ذلك المطياف والتصوير. اكتشف جوزيف فون فراونهوفر حوالي 600 نطاقًا في طيف الشمس في (1814-15)، والتي في عام 1859 عزاها غوستاف روبرت كيرشهوف إلى وجود عناصر مختلفة داخلها. أُثبتَ أن النجوم تشبه شمس الأرض، ولكن مع نطاق واسع من درجات الحرارة والكتل والأحجام.
أُثبتَ وجود مجرة الأرض، درب التبانة، كمجموعتها الخاصة من النجوم فقط في القرن العشرين، جنبًا إلى جنب مع وجود مجرات «خارجية». أدى الركود الملحوظ لتلك المجرات إلى اكتشاف توسع الكون. أدى علم الفلك النظري إلى تكهنات حول وجود أجسام مثل الثقوب السوداء والنجوم النيوترونية، والتي استخدمت لشرح الظواهر المرصودة مثل النجوم الزائفة، والنباضات، والنجوم الزائفة المتوهجة، والمجرات الراديوية. حقق علم الكون الفيزيائي تقدمًا هائلاً خلال القرن العشرين. في أوائل القرن العشرين، تمت صياغة نموذج نظرية الانفجار العظيم، والذي أُثبتَ بشدة من خلال إشعاع الخلفية الكونية الميكروي، وقانون هابل، والوفرة الكونية للعناصر. مكّنت التلسكوبات الفضائية من إجراء قياسات في أجزاء من الطيف الكهرومغناطيسي عادة ما يحجبها الغلاف الجوي أو يشوشها.[بحاجة لمصدر] في فبراير 2016، أُجريَ الكشف عن أن مرصد ليغو قد رصد أدلة على الموجات الثقالية في شهر سبتمبر لعام 2015.

## علم الفلك الرصدي
المصدر الرئيسي للمعلومات حول الأجرام السماوية والأجسام الأخرى هو الضوء المرئي، أو عمومًا الإشعاع الكهرومغناطيسي. يمكن تصنيف علم الفلك الرصدي وفقًا للمنطقة المقابلة من الطيف الكهرومغناطيسي التي تُجرى الملاحظات عليها. يمكن ملاحظة بعض أجزاء الطيف من سطح الأرض، بينما يمكن ملاحظة أجزاء أخرى فقط من ارتفاعات عالية أو خارج الغلاف الجوي للأرض. فيما يلي معلومات محددة عن هذه الحقول الفرعية.

### علم الفلك الراديوي

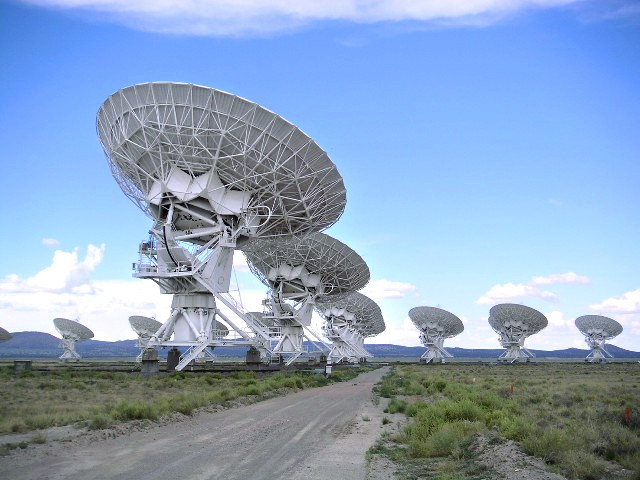
مصفوفة كارل جي بالغة الكبر الموجودة في نيومكسيكو، وهي مثال للتلسكوب الراديوي.

يدرس علم الفلك الراديوي الإشعاع ذات طول موجي أكبر من ملليمتر واحد تقريبا، خارج النطاق المرئي. ويختلف علم الفلك الراديوي عن معظم أنواع علم الفلك الرصدي الأخرى، حيث أنه يمكن التعامل مع الموجات الرادوية باعتبارها موجات بدلاً من اعتبارها فوتونات منفصلة وبالتالي، يعد من السهل نسبيًا قياس اتساع وطور الموجات الراديوية، بينما لا يمكن القيام بذلك مع الموجات ذات طول موجي أقصر.
وعلى الرغم من إنتاج بعض الموجات الراديوية في شكل إشعاع حراري من قبل الأجسام الفلكية، تأخذ معظم الانبعاثات الرادوية التي شوهدت من كوكب الأرض على شكل إشعاع سنكروتروني، والذي ينتج عندما يتأرجح الإلكترون حول المجالات المغناطيسية. وبالإضافة إلى ذلك، تنتج غازات بين النجوم عدد من الخطوط الطيفية، ولا سيما الخط الطيفي لذرة الهيدروجين والذي يبلغ طوله 21 سم، ويمكن مشاهدة تلك الخطوط عند الموجات الراديوية.
ويمكن مشاهدة مجموعة متنوعة من الأجسام ذات الأطوال الموجية الرادوية، بما في ذلك المستعر الأعظم، والغاز بين النجمي، والنباضات، والنوى المجرية النشطة.

### علم فلك الأشعة تحت الحمراء

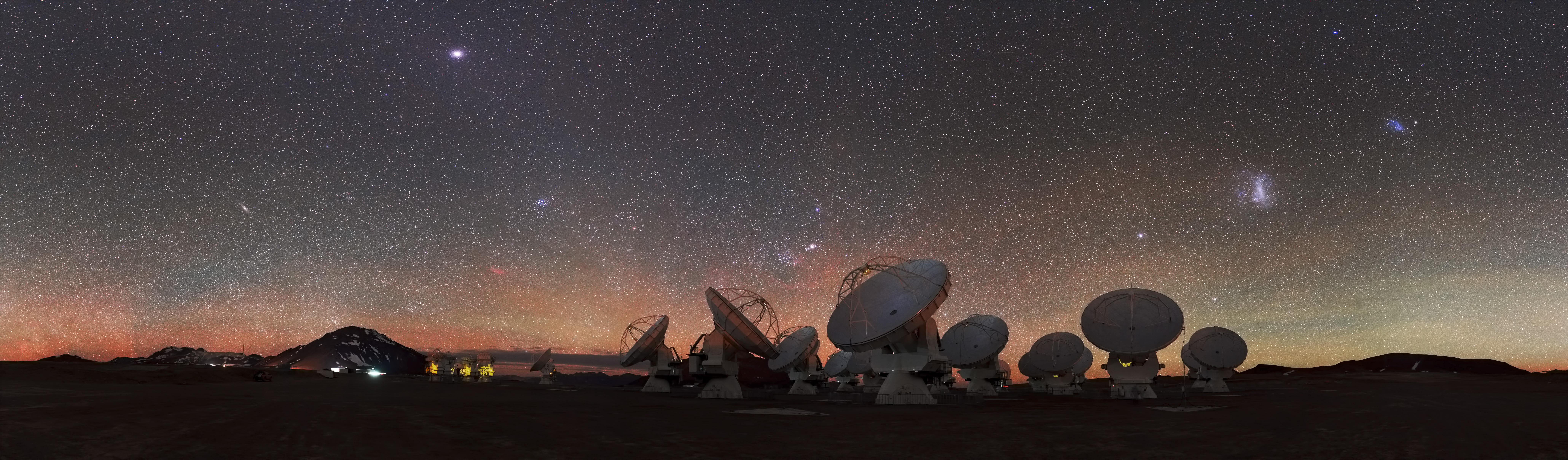
مصفوف مرصد أتاكاما المليمتري الكبير هو واحد من أعلى مواقع المراصد على الأرض. في أتاكاما، تشيلي.

تأسس علم فلك الأشعة تحت الحمراء لاكتشاف وتحليل الأشعة تحت الحمراء والأطوال الموجية الأطول من الضوء الأحمر وخارج نطاق رؤيتنا. يعتبر طيف الأشعة تحت الحمراء مفيدًا لدراسة الأجسام الباردة جدًا بحيث لا تشع الضوء المرئي، مثل الكواكب أو الأقراص النجمية أو السدم التي يحجب الغبار ضوئها. يمكن للأطوال الموجية الطويلة للأشعة تحت الحمراء أن تخترق السحابات الجزيئية التي تحجب الضوء المرئي، مما يسمح بملاحظة النجوم الفتية المدمجة في السحب الجزيئية. كانت الملاحظات من مستكشف الأشعة تحت الحمراء عريض المجال (WISE) فعالة خصوصًا في الكشف عن العديد من النجوم الأولية في المجرة والعناقيد النجمية. باستثناء الأطوال الموجية للأشعة تحت الحمراء القريبة من الضوء المرئي، يمتص الغلاف الجوي هذا الإشعاع بشدة، أو يتم إخفاؤه، حيث ينتج الغلاف الجوي نفسه انبعاثًا كبيرًا للأشعة تحت الحمراء. وبالتالي، يجب أن توجد مراصد الأشعة تحت الحمراء في أماكن مرتفعة وجافة على الأرض أو في الفضاء. تشع بعض الجزيئات بقوة في الأشعة تحت الحمراء. هذا يسمح بدراسة كيمياء الفضاء. بشكل أكثر تحديدًا يمكنه من اكتشاف الماء في المذنبات.

### علم الفلك البصري

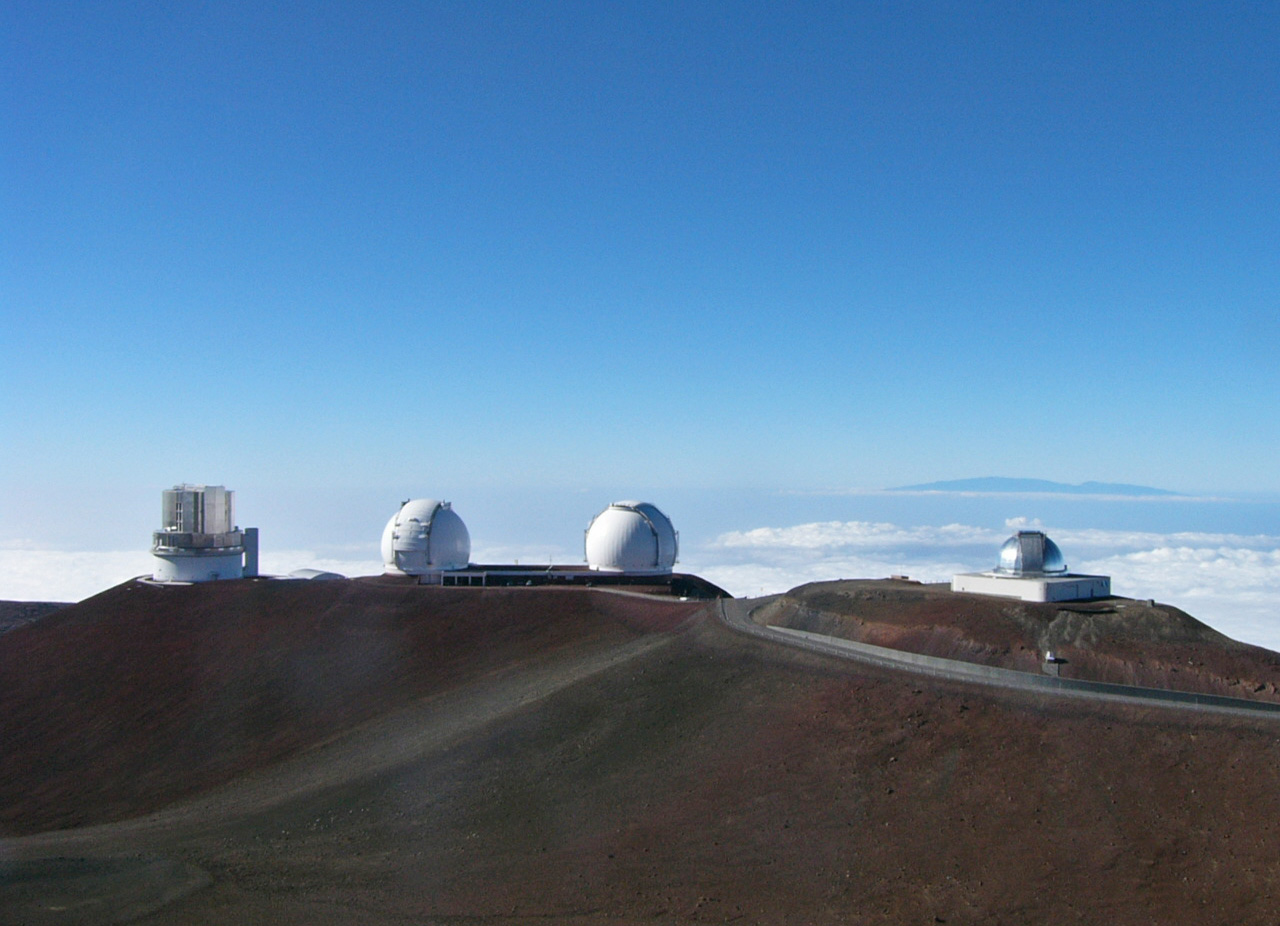
مرصد سوبارو (يسار) ومرصد كيك (في الوسط) في مونا كيا، كلاهما مثالان لمرصد يعمل بالأشعة تحت الحمراء القريبة والأطوال الموجية المرئية. مرفق مرصد الأشعة تحت الحمراء التابع لناسا (على اليمين) هو مثال على مرصد يعمل فقط في الأطوال الموجية القريبة من الأشعة تحت الحمراء.

يعدّ علم الفلك البصري من أقدم أنواع الفلك في التاريخ، وهو يسمى أيضا بفلك الضوء المرئي. ورسمت الصور البصرية باليد في الأصل. وفي أواخر القرن التاسع عشر ومعظم القرن العشرين، كانت الصور تصنع باستخدام معدات التصوير. وتصنع الصور الحديثة باستخدام كاشفات رقمية، ولا سيما الكاشفات التي تستخدم جهاز مزدوج الشحنة. وعلى الرغم من أن الضوء المرئي يمتد من حوالي 400 إلى 700 نانومتر، تستخدم نفس المعدات التي توظف تلك الأطوال الموجية لمراقبة بعض الإشعاعات القريبة من الأشعة فوق البنفسجية والأشعة تحت الحمراء.

### علم فلك الأشعة فوق البنفسجية
يستخدم علم فلك الأشعة فوق البنفسجية أطوال موجات فوق بنفسجية تتراوح بين 100 و3200 أنغستروم (10 إلى 320 نانومتر). يمتص الغلاف الجوي للأرض الضوء عند تلك الأطوال الموجية، مما يتطلب إجراء عمليات رصد عند هذه الأطوال الموجية من الغلاف الجوي العلوي أو من الفضاء. علم فلك الأشعة فوق البنفسجية هو الأنسب لدراسة الإشعاع الحراري وخطوط الانبعاث الطيفي من النجوم الزرقاء الساخنة (نجوم OB) التي تكون ساطعة جدًا في نطاق الموجة هذا. وهذا يشمل النجوم الزرقاء في المجرات الأخرى، والتي كانت أهدافًا للعديد من المسوحات فوق البنفسجية. الأجسام الأخرى التي يجري ملاحظتها بشكل شائع في الضوء فوق البنفسجي تشمل السدم الكوكبية، وبقايا المستعر الأعظم، ونوى المجرات النشطة. ومع ذلك، نظرًا لأن الغبار البينجمي يمتص الضوء فوق البنفسجي بسهولة، فمن الضروري تعديل قياسات الأشعة فوق البنفسجية.

### علم فلك الأشعة السينية

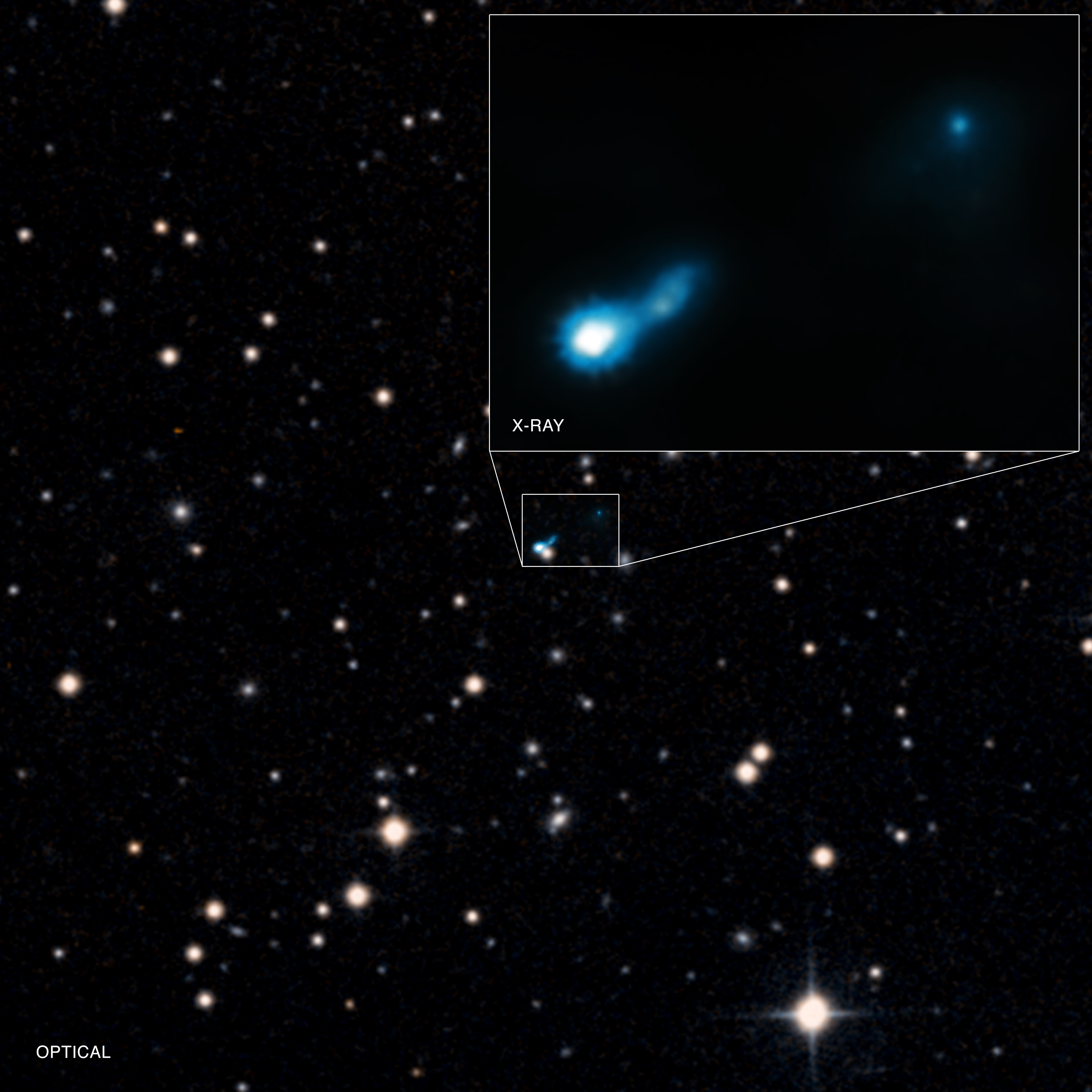
نفاث للأشعة السينية مصنوع من ثقب أسود فائق الكتلة وجده مرصد تشاندرا للأشعة السينية التابع لناسا، والذي أصبح مرئيًا بواسطة الضوء من الكون المبكر.

يدرس علم فلك الأشعة السينية الأجسام الفلكية ذات الأطوال الموجية التي تساوي الأشعة السينية. تنبعث الأشعة السينية من الأجسام مثل الإشعاعات السنكروترونية (والتي تنتجها الإلكترونات المتأرجحة حول خطوط المجال المغناطيسي)، والانبعاثات الحرارية للغازات الرقيقة (وهي تسمى أشعة الانكباح) التي تزيد عن 10 7 (10 مليون) كلفن، والانبعاثات الحرارية للغازات السميكة (وتسمى إشعاعات الجسم الأسود) التي تزيد عن 10 7 كلفن. وحيث أن الغلاف الجوي لكوكب الأرض يمتص الأشعة السينية، يجب أن تُرصد الأشعة السينية من خلال منطاد مرتفع جدًا، أو صواريخ أو مركبات فضائية. وتشمل مصادر الأشعة السينية ثنائيات الأشعة السينية، والنباضات، وبقايا المستعر الأعظم، والمجرات الإهليجية، وعناقيد المجرات، والنوى المجرية النشطة.

### علم فلك أشعة غاما
يهتم علم فلك أشعة غاما بدراسة الأجسام الفلكية ذات الأطياف الكهرومغناطيسية التي لديها أقصر أطوال موجية. يمكن رصد أشعة غاما مباشرةً بواسطة الأقمار الصناعية مثل مرصد كومبتون لأشعة غاما أو بواسطة تلسكوب متخصص يسمى تلسكوب شيرينكوف للغلاف الجوي. لا ترصد تلسكوبات شيرينكوف أشعة غاما، ولكنها ترصد ومضات من الضوء المرئي ناتج عن امتصاص الغلاف الجوي للأرض أشعة غاما.
وتعد معظم مصادر إصدار أشعة غاما انفجارات نجمية ينتج منها انفجار أشعة غاما، وهي أجسام لا تصدر إلا أشعة غاما لمدة تتراوح من ملي ثانية إلى آلاف الثواني قبل أن تختفي. وتصدر 10% فقط من مصادر أشعة غاما تلك الإشعاعات لفترة طويلة. تشمل هذه الباعثات الثابتة لأشعة غاما النباضات، والنجوم النيوترونية، ومرشحي الثقوب السوداء مثل النوى المجرية النشطة.

### الميادين التي لا تعتمد على الطيف الكهرومغناطيسي

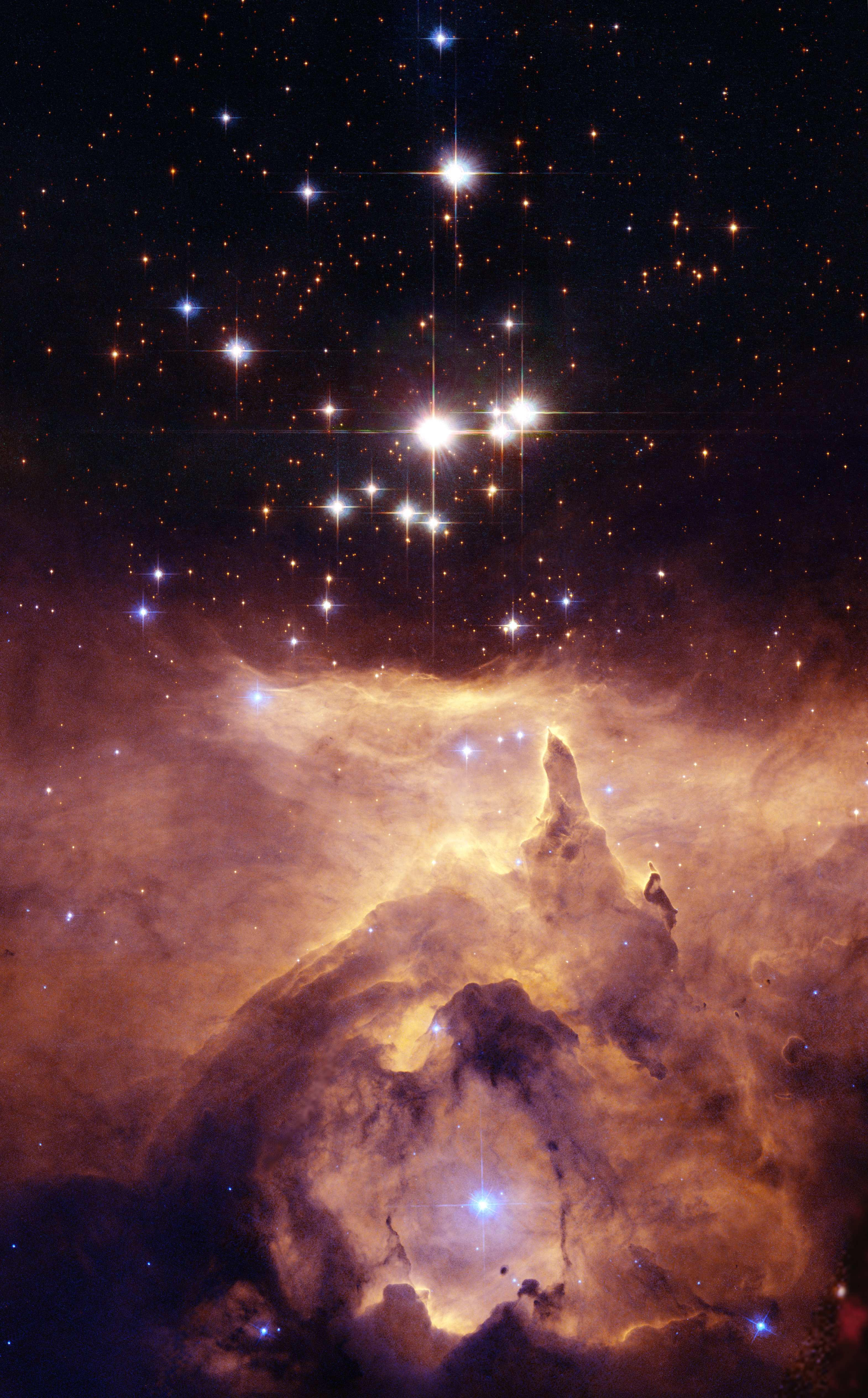
العنقود النجمي بسميس 24 مع سديم.

بالإضافة إلى الإشعاع الكهرومغناطيسي، يمكن ملاحظة بعض الأحداث الأخرى التي تنشأ من مسافات بعيدة من الأرض.
في علم فلك النيوترينو، يستخدم علماء الفلك منشآت تحت الأرض محمية بشدة مثل SAGE وGALLEX وKamioka II/III لاكتشاف النيوترينوهات. تأتي الغالبية العظمى من النيوترينوهات المتدفقة عبر الأرض من الشمس، ولكن اكتشف 24 نيوترينو أيضًا من مستعر أعظم 1987A. الأشعة الكونية، والتي تتكون من جسيمات عالية الطاقة (نوى ذرية) يمكن أن تتحلل أو تمتص عندما تدخل الغلاف الجوي للأرض، ينتج عنها سلسلة من الجسيمات الثانوية التي يمكن أن تكتشفها المراصد الحالية. قد تكون بعض أجهزة الكشف عن النيوترينو المستقبلية أيضًا حساسة للجسيمات التي تنتج عندما تضرب الأشعة الكونية الغلاف الجوي للأرض.
علم فلك الموجات الثقالية هو مجال ناشئ في علم الفلك يستخدم كاشفات الموجات الثقالية لجمع بيانات الرصد حول الأجسام الضخمة البعيدة. أُنشِئَ عددٌ قليل من المراصد، مثل مرصد الجاذبية بالليزر LIGO. قام ليغو بأول اكتشاف له في 14 سبتمبر 2015، حيث رصد الموجات الثقالية من ثقب أسود ثنائي. اكتشفت موجة ثقالية ثانية في 26 ديسمبر 2015 ويجب أن تستمر الملاحظات الإضافية لكن الموجات الثقالية تتطلب أدوات حساسة للغاية.
تُعرف مجموعة الملاحظات التي تجري باستخدام الإشعاع الكهرومغناطيسي أو النيوترينوهات أو موجات الجاذبية والمعلومات التكميلية الأخرى باسم علم الفلك متعدد الرسل.

### علم القياسات الفلكية والميكانيكا السماوية
علم القياسات الفلكية يعدّ واحدًا من أقدم مجالات علم الفلك وباقي العلوم، وهو يهتم بقياس المواقع السماوية. وكان من المهم معرفة موقع الشمس والقمر والكواكب والنجوم بدقة عبر التاريخ، وخاصة في الملاحة السماوية (استخدام الأجرام السماوية لتوجيه الملاحة) وفي صنع التقاويم.
وأدى القياس الدقيق لمواقع الكواكب إلى فهم اضطرابات الجاذبية، بالإضافة إلى القدرة على تحديد المواقع الحالية والماضية للكواكب بدقة أكثر. ويعرف هذا المجال باسم الميكانيكة السماوية. وسيساعد تعقب الأجرام المجاورة لكوكب الأرض في التنبؤ باللقاءات والاصطدامات المحتملة مع كوكب الأرض.
ويقدم قياس تزيح النجوم القريبة أساس سلم المسافات الكونية الذي يستخدم لقياس حجم الكون. كما يقدم قياس تزيح النجوم القريبة الأساس المطلق لخصائص النجوم البعيدة، لأنه يمكن مقارنة تلك الخصائص. يوضح قياس السرعة الشعاعية والحركة الخاصة المناسبة للنجوم لعلماء الفلك برسم حركة هذه الأنظمة عبر مجرة درب التبانة. كما تستخدم نتائج القياسات الفلكية لقياس توزيع المادة المظلمة داخل المجرة.
وخلال التسعينيات، استخدمت تقنية القياس الفلكي لقياس تمايل النجوم لكشف الكواكب الكبيرة خارج المجموعة الشمسية والتي تدور حول النجوم القريبة.

## علم الفلك النظري
يستخدم علماء الفلك النظري العديد من الأدوات بما في ذلك النماذج التحليلية والتحليل العددي الحسابي. لكل منها مزاياها الخاصة. تعتبر النماذج التحليلية لأي عملية مفيدا لإعطاء نظرة أوسع على جوهر ما يحدث. تكشف النماذج العددية عن وجود ظواهر وتأثيرات لا يمكن ملاحظتها.
يسعى المنظرون في علم الفلك إلى إنشاء نماذج نظرية وبذلك يتنبأون بالنتائج الرصدية لتلك النماذج. تسمح مراقبة الظاهرة التي تنبأ بها النموذج لعلماء الفلك بالاختيار بين عدة نماذج بديلة أو متضاربة باعتبارها أفضل نموذج قادر على وصف الظاهرة.
يحاول المنظرون أيضًا إنشاء نماذج أو تعديلها لمراعاة البيانات الجديدة. في حالة وجود تناقض بين البيانات ونتائج النموذج، يكون الاتجاه العام هو محاولة إجراء تعديلات قليلة على النموذج بحيث ينتج عنه نتائج تتناسب مع البيانات. في بعض الحالات، قد تؤدي كمية كبيرة من البيانات غير المتسقة بمرور الوقت إلى التخلي التام عن النموذج.
تشمل الظواهر التي صاغها علماء الفلك النظريون: الديناميكا النجمية وتطور النجوم؛ تشكيل المجرات توزيع المادة على نطاق واسع في الكون؛ أصل الأشعة الكونية؛ النسبية العامة وعلم الكون الفيزيائي، بما في ذلك علم الكون الخيطي وفيزياء الجسيمات الفلكية. تعمل الفيزياء الفلكية بجانب النسبية كأداة لقياس خصائص الهياكل واسعة النطاق التي تلعب فيها الجاذبية دورًا مهمًا في الظواهر الفيزيائية التي أُجريَ التحقيق فيها وكأساس لفيزياء الثقوب السوداء ودراسة الموجات الثقالية.
بعض النظريات والنماذج المقبولة على نطاق واسع في علم الفلك والمضمنة الآن في نموذج لامبدا-سي دي إم هي الانفجار العظيم، والمادة المظلمة والنظريات الأساسية للفيزياء.
بعض الأمثلة على هذه العمليات:
| العمليات الفيزيائية   | الأداة التجريبية          | النموذج النظري       | يفسر / بتنبأ                                         |
| الجاذبية              | تلسكوب راديوي             | نظام الجاذبية الذاتي | ظهور نظام النجوم                                     |
| الاندماج النووي       | المطيافية                 | تطور النجوم          | كيف تضيء النجوم وكيف تتشكل المعادن                   |
| الانفجار العظيم       | تلسكوب هابل الفضائي، COBE | توسع الكون           | عمر الكون                                            |
| التموجات الكمية       |                           | التضخم الكوني        | مسألة التسطيح                                        |
| الانهيار التجاذبي     | علم فلك الأشعة السينية    | نظرية النسبية العامة | الثقوب السوداء الموجودة في مركز مجرة المرأة المسلسلة |
| دورة الـCNO في النجوم |                           |                      | المصدر المهيمن للطاقة لنجم ضخم                       |

إلى جانب التضخم الكوني، تعد المادة المظلمة والطاقة المظلمة من الموضوعات الرئيسية الحالية في علم الفلك، حيث نشأ اكتشافهم وجدلهم أثناء دراسة المجرات.

## حقول فرعية متعلقة

### الفيزياء الفلكية

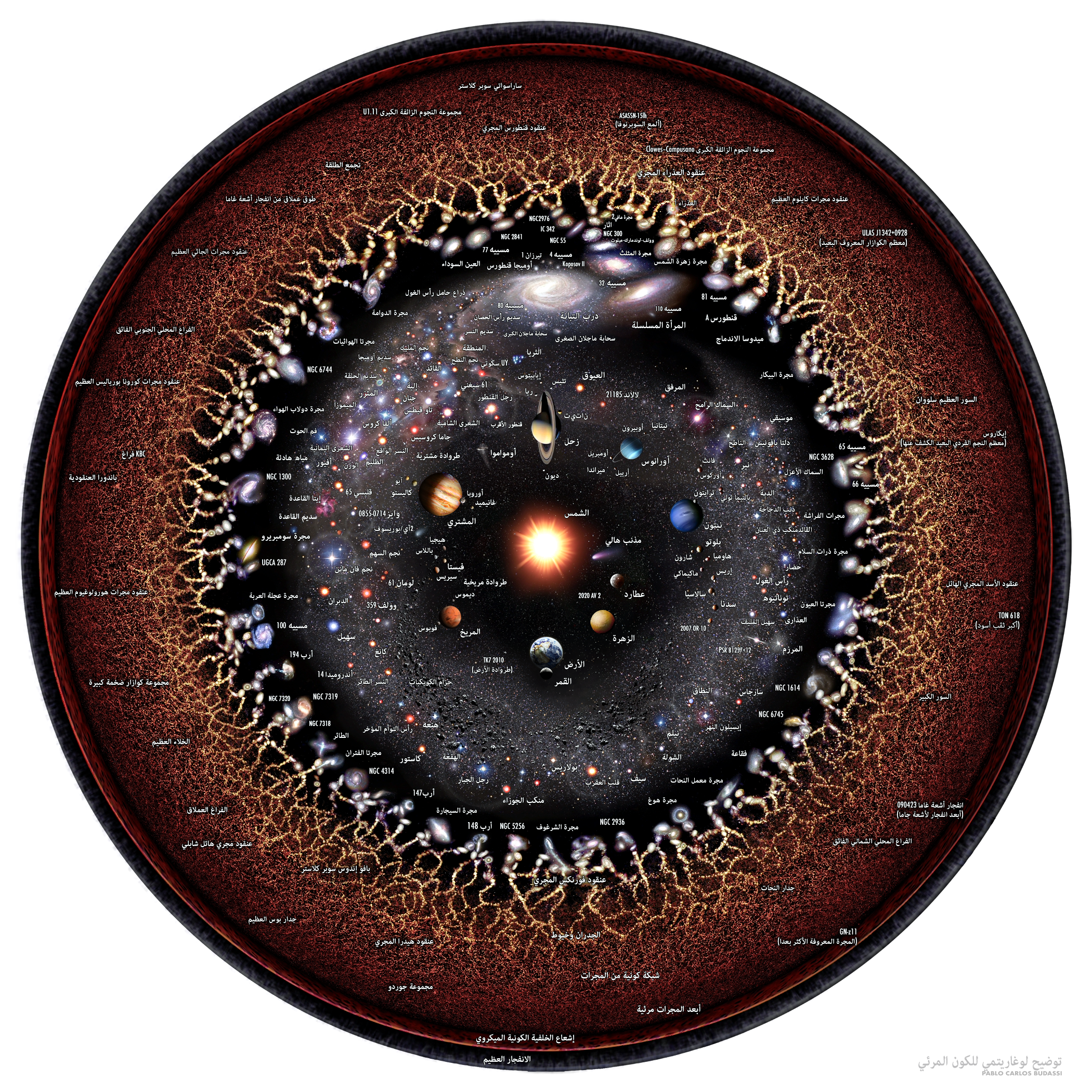
تمثيل لوغاريتمي للكون المرئي. تُوضع تعليقات توضيحية على الأشياء الفلكية البارزة. تزيد المسافة من الأرض بمعدل أُسي من المركز إلى الحافة. جرى تكبير الأجرام السماوية لتقدير أشكالها.

الفيزياء الفلكية هي فرع من فروع علم الفلك يستخدم مبادئ الفيزياء والكيمياء «للتأكد من طبيعة الأجرام الفلكية، بدلاً من مواقعها أو حركتها في الفضاء». من بين الأشياء التي أُجريَ دراستها الشمس، والنجوم الأخرى، والمجرات، والكواكب خارج المجموعة الشمسية، والوسط بين النجمي وإشعاع الخلفية الكونية الميكروي. يجري فحص انبعاثاتها عبر جميع أجزاء الطيف الكهرومغناطيسي، وتشمل الخصائص التي يجري فحصها اللمعان والكثافة ودرجة الحرارة والتركيب الكيميائي. نظرًا لأن الفيزياء الفلكية هي موضوع واسع جدًا، فإن علماء الفيزياء الفلكية يطبقون عادةً العديد من تخصصات الفيزياء، بما في ذلك الميكانيكا والكهرومغناطيسية والميكانيكا الإحصائية والديناميكا الحرارية وميكانيكا الكم والنسبية والفيزياء النووية والجسيمات والفيزياء الذرية والجزيئية.
من الناحية العملية، غالبًا ما تتضمن الأبحاث الفلكية الحديثة قدرًا كبيرًا من العمل في مجالات الفيزياء النظرية والفيزياء القائمة على الملاحظة. تتضمن بعض مجالات الدراسة لعلماء الفيزياء الفلكية محاولاتهم لتحديد خصائص المادة المظلمة، والطاقة المظلمة، والثقوب السوداء. سواء كان السفر عبر الزمن ممكنًا أم لا، يمكن أن تتشكل الثقوب الدودية، أو يوجد الكون المتعدد؛ وأصل الكون ومصيره النهائي. تشمل الموضوعات التي درسها علماء الفيزياء الفلكية النظرية أيضًا تكوين النظام الشمسي وتطوره. الديناميكا النجمية وتطورها. تكوين المجرة وتطورها. الهيدروديناميكا المغناطيسية. بنية واسعة النطاق للمادة في الكون؛ أصل الأشعة الكونية. النسبية العامة وعلم الكون الفيزيائي، بما في ذلك علم الكون الخيطي وفيزياء الجسيمات الفلكية.

### الكيمياء الفلكية
الكيمياء الفلكية هي دراسة وفرة وتفاعلات الجزيئات في الكون، وتفاعلها مع الإشعاع. هذا الفرع هو تداخل بين علم الفلك والكيمياء. يمكن تطبيق كلمة «الكيمياء الفلكية» على كل من النظام الشمسي والوسط النجمي. تسمى دراسة وفرة العناصر ونسب النظائر في أجرام النظام الشمسي، مثل النيازك، أيضًا الكيمياء الكونية، بينما تسمى أحيانًا دراسة الذرات والجزيئات بين النجوم وتفاعلها مع الإشعاع الفيزياء الفلكية الجزيئية. إن تكوين السحابات الجزيئية وتركيبها الذري والكيميائي وتطورها ومصيرها له أهمية خاصة، لأنه من هذه السحب تتشكل الأنظمة الشمسية.
تساهم الدراسات في هذا المجال في فهم تكوين النظام الشمسي، وأصل الأرض ووصف طبقاته الصخرية، والتولد التلقائي، وأصل المناخ والمحيطات.

### علم الأحياء الفلكي
علم الأحياء الفلكي هو مجال علمي متعدد التخصصات يهتم بالأصول والتطور المبكر والتوزيع ومستقبل الحياة في الكون. يدرس علم الأحياء الفلكي مسألة ما إذا كانت الحياة خارج كوكب الأرض (exobiology) موجودة، وكيف يمكن للبشر اكتشافها إذا كانت موجودة.
يستفيد علم الأحياء الفلكي من علم الأحياء الجزيئي، والفيزياء الحيوية، والكيمياء الحيوية، والكيمياء، وعلم الفلك، وعلم الكون الفيزيائي، وعلم الكواكب خارج المجموعة الشمسية والجيولوجيا للتحقيق في إمكانية وجود الحياة في عوالم أخرى والمساعدة في التعرف على الغلاف الحيوي الذي قد يكون مختلفًا عن تلك الموجودة على الأرض. يعد أصل الحياة وتطورها المبكر جزءًا لا يتجزأ من علم الأحياء الفلكي. يهتم علم الأحياء الفلكي بتفسير البيانات العلمية الحالية، وعلى الرغم من أن التخمينات مسلية لإعطاء سياق، فإن علم الأحياء الفلكي يهتم في المقام الأول بالفرضيات التي تتناسب بشدة مع النظريات العلمية الحالية.
يشمل هذا المجال متعدد التخصصات البحث عن أصل أنظمة الكواكب، وأصول المركبات العضوية في الفضاء، والتفاعلات بين الصخور والمياه والكربون، والتولد التلقائي على الأرض، وإمكانية السكن على الكواكب، والبحث عن البصمات الحيوية لاكتشاف الحياة، ودراسات حول إمكانية التكيف مع الحياة. التحديات على الأرض وفي الفضاء الخارجي.

### علم الكون الفيزيائي
تأتي كلمة cosmology «علم الكون» (من اليونانية κόσμος وهي تعني «العالم والكون» وكلمة λόγος وهي تعني «منطق أو دراسة»). ويمكن اعتباره دراسة الكون ككل.
قدمت ملاحظات بنية الكون واسعة النطاق، وهي فرع يعرف باسم علم الكون الفيزيائي، فهمًا عميقًا لتكوين الكون وتطوره. من الأمور الأساسية لعلم الكون الحديث النظرية المقبولة جيدًا الانفجار العظيم، حيث بدأ كوننا في نقطة زمنية واحدة، ثم توسع بعد ذلك على مدار 13.8 مليار سنة إلى حالته الحالية. يمكن إرجاع مفهوم الانفجار العظيم إلى اكتشاف إشعاع الخلفية الكونية الميكروي في عام 1965.
في سياق هذا التوسع، خضع الكون لعدة مراحل تطورية. في اللحظات الأولى، يُفترض أن الكون شهد تضخمًا كونيًا سريعًا للغاية، مما أدى إلى تجانس شروط البداية. بعد ذلك، أنتج التخليق النووي الوفرة الأولية للكون المبكر. (انظر أيضًا علم التسلسل الزمني الكوني).
عندما تشكلت الذرات المحايدة الأولى من بحر من الأيونات البدائية، أصبح الفضاء واضحًا للإشعاع، وأطلق الطاقة التي يُنظر إليها اليوم على أنها إشعاع الخلفية الكونية الميكروي. ثم خضع الكون المتوسع لعصر مظلم بسبب نقص مصادر الطاقة النجمية.
بدأ الهيكل الهرمي للمادة يتشكل من تغيرات دقيقة في كثافة كتلة الفضاء. تراكمت المادة في المناطق الأكثر كثافة، مكونة غيومًا من الغاز، وكانت النجوم الأولى هي النجوم الجمهورية الثالثة. أدت هذه النجوم الضخمة إلى عملية إعادة التأين ويعتقد أنها خلقت العديد من العناصر الثقيلة في بدايات الكون، والتي من خلال الاضمحلال النووي تخلق عناصر أخف، مما يسمح لدورة التخليق النووي بالاستمرار لفترة أطول.
تجمعات الجاذبية تتجمع في خيوط، تاركة فراغات في الفجوات. اندمجت منظمات الغاز والغبار تدريجيًا لتشكيل المجرات البدائية الأولى. بمرور الوقت، سحبت هذه المزيد من المواد، وغالبًا ما نظمت في مجموعات وعناقيد المجرات، ثم إلى عناقيد عملاقة واسعة النطاق.
تعد مجالات الفيزياء المختلفة ضرورية لدراسة الكون. تشمل الدراسات متعددة التخصصات مجالات ميكانيكا الكم وفيزياء الجسيمات وفيزياء البلازما وفيزياء المواد المكثفة والميكانيكا الإحصائية والبصريات والفيزياء النووية.
إن وجود المادة المظلمة والطاقة المظلمة أمر أساسي في بنية الكون. يُعتقد الآن أن هذه هي المكونات السائدة، وتشكل 96% من كتلة الكون. لهذا السبب، يبذل الكثير من الجهد في محاولة فهم فيزياء هذه المكونات.

### علم الفلك خارج المجري

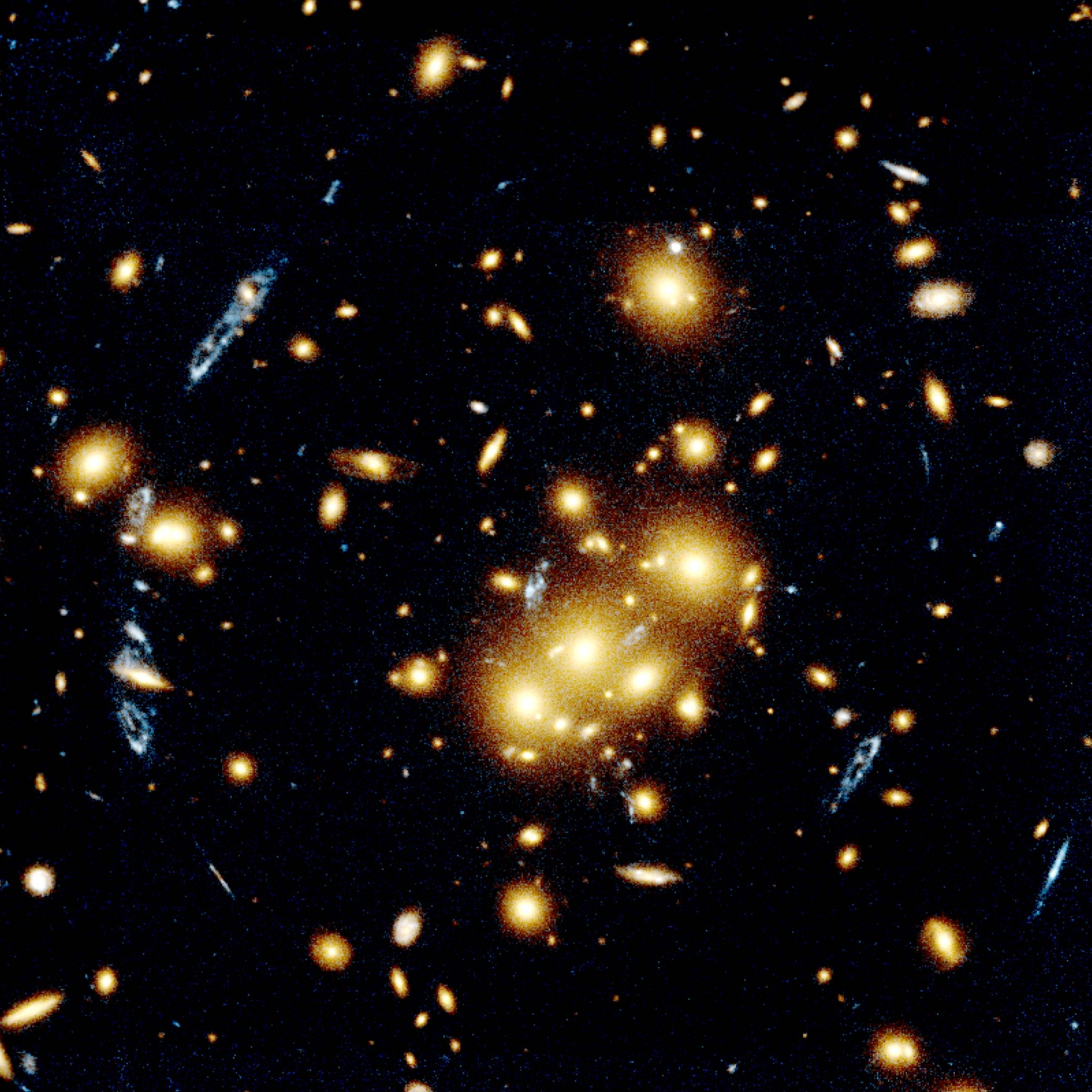
تظهر هذه الصورة عدة أجسام لولبية زرقاء، التي هي صور متعددة لنفس المجرة، تتكرر بتأثير عدسة جاذبية عناقيد المجرات الصفراء الموجودة بالقرب من منتصف الصورة. وتنتج العدسة من مجال الجاذبية الخاص بالعنقود الذي يؤدي إلى انحناء الضوء لتضخيم وتشويه صورة جسم أكثر بعدًا.

تعتبر دراسة الأجسام الموجودة خارج مجرتنا فرع من فروع علم الفلك المعنية بتشكل وتطور المجرات؛ التصنيف والمورفولوجيا؛ وفحص النوى المجرية النشطة، ومجموعات وعناقيد المجرات. ويعد الأخير مهم لفهم هيكل الكون.
تنتظم معظم المجرات في أشكال مختلفة تسمح بخطط التصنيف. وهي عادةً ما تنقسم إلى مجرات لولبية، وإهليلجية، وغير منتظمة.
تأخذ المجرة الإهليلجية الشكل المقطعي للقطع الناقص. وتتحرك النجوم من خلال مدارات عشوائية ليس لها اتجاه معين. وتحتوي تلك المجرات على القليل من الغبار بين النجمي، ومناطق تشكيل النجوم، ونجوم كبيرة. وتقع المجرات الإهليلجية عادةً في قلب المجموعات المجرية، ويمكن أن تتشكل من خلال دمج المجرات الكبيرة.
تنتظم المجرة اللولبية من خلال قرص مسطح دائري ذات انتفاخ أو قضيب بارز في المركز، بالإضافة إلى أذرع مشرقة لولبية بالخارج. وتعتبر الأذرع مناطق مغبرة لتكوين النجوم حيث تنتج النجوم الشابة الضخمة درجة من درجات اللون الأزرق. وتحيط بالمجرات اللولبية هالة من النجوم الكبيرة سنًا. وتعد كل من مجرة درب التبانة، ومجرة المرأة المسلسلة مجرات حلزونية.
وتتميز المجرات غير النظامية بأنها فوضوية، وهي ليست حلزونية ولا إهليلجية. يعدّ حوالي ربع المجرات غير نظامية، وتأتي الأشكال الغريبة لتلك المجرات نتيجة لتفاعل الجاذبية.
وتعد المجرة النشطة تشكيل ينبعث منه كمية كبيرة من طاقته من مصدر آخر غير النجوم، والغبار، والغاز، وتدعمه منطقة مدمجة في المركز، وهي عادةً ما يعتقد بأنها ثقب أسود فائق الحجم تنبعث منه إشعاعات من مواد ساقطة.
بينما تعتبر المجرة الراديوية مجرة نشطة، حيث أن الجزء الراديوي من الطيف مضيء جدًا وينبعث منه كميات هائلة من أعمدة أو فصوص الغاز. وتشمل المجرات النشطة التي ينبعث منها طاقة إشعاعية عالية مجموعة مجرة زايفرت، والنجوم الزائفة، والنجوم الزائفة المتوهجة. ويعتقد أن أشباه النجوم هي أشد الأجرام إضاءةً في الكون المعروف.
ويتمثل الهيكل الكبير للكون من خلال مجموعات من المجرات. وينتظم ذلك الهيكل في تسلسل هرمي، ويعدّ العنقود المجري الهائل أكبر تلك الهياكل. وتتكون المادة المجمعة من خيوط مجرات وعناقيد مجرات، تاركةً فراغات كبيرة بينها.

### علم الفلك داخل المجري

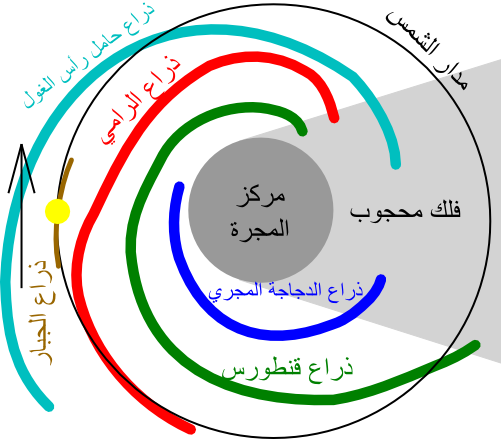
مراقبة هيكل الأذرع اللولبية لمجرة درب التبانة.

تدور مجموعتنا الشمسية داخل مجرة درب التبانة، وهي مجرة حلزونية ضلعية وعضو بارز في المجموعة المحلية من المجرات. وهي كتلة دوارة تتكون من الغاز، والغبار، والنجوم وغيرها من الأجسام التي ترتبط معًا بواسطة جاذبية متبادلة. وحيث أن كوكب الأرض يقع ضمن الذراع الخارجية المغبرة، هناك أجزاء كبيرة من مجرة درب التبانة لا يمكن رؤيتها.
ويقع القلب في مركز مجرة درب التبانة، وهو تضخم ضلعي الشكل ذا ثقب أسود فائق في المركز. يحيط به أربعة أذرع أساسية ذات قلب لولبي. وهي منطقة تتميز بالتشكيل النشط للنجوم التي تحتوي على العديد من النجوم الصغيرة من النوع الأول. ويحيط بالقرص هالة كروية من النجوم الكبيرة من النوع الثاني، بالإضافة إلى مجموعات كثيفة نسبياً من النجوم تعرف باسم العناقيد المغلقة.
ويقع الوسط بين النجمي بين النجوم، وهي منطقة ذات مواد متناثرة. وتخلق السحب الجزيئية الهيدروجين وعناصر أخرى، يخلق مناطق لتكوين النجوم داخل المناطق ذات كثافة مرتفعة. ويبدأ ذلك في شكل السدم المظلمة ترتكز وتنخفض (في أحجام تتحدد بطول جينس) لتشكل نجوم أولية مضغوطة.
وكلما تظهر النجوم الضخمة بكثرة، تتحول السحابة إلى منطقة هيدروجين II، التي تتكون من غازات وبلازما متوهجة. وتعمل الرياح النجمية وانفجارات السوبرنوفا الناتجة عن هذه النجوم على تفريق السحب، وغالباً ما تترك وراءها عناقيد مفتوحة من النجوم الشابة. ثم تتناثر تلك المجموعات تدريجيا، وتنضم النجوم لسكان مجرة درب اللبانة.
أوضحت الدراسات الحركية للمادة داخل مجرة درب التبانة والمجرات الأخرى أن هناك كتل أكبر من المعروفة بالنسبة للمواد المرئية. وتظهر هالة مادية مظلمة، ويبدو أنها تسيطر على الكتلة، على الرغم من عدم تحديد طبيعة تلك المادة المظلمة.

### علم الفلك النجمي

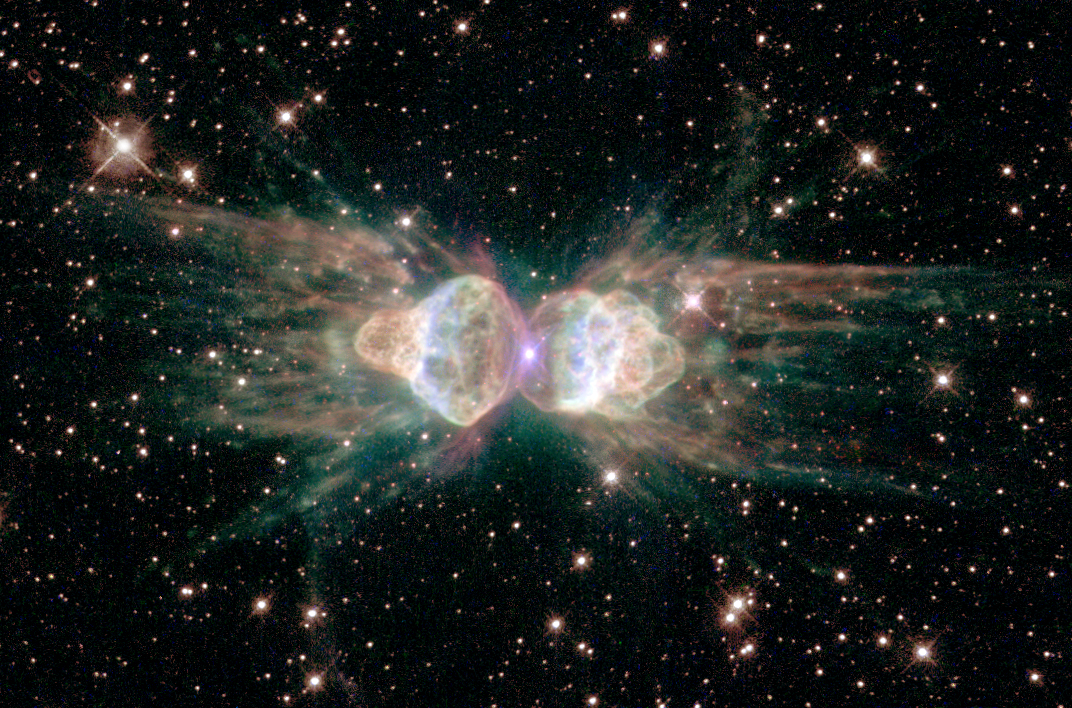
سديم النملة الكوكبي يوضح طرد الغازات من النجم الميت بالوسط أنماط متناظرة على عكس الأنماط الفوضوية الناتجة عن الانفجارات العادية.

تعتبر دراسة النجوم وتطور النجوم أمرًا أساسيًا لفهمنا للكون. ساهمت الفيزياء الفلكية بتحديد النجوم من خلال المراقبة والفهم النظري. ومن عمليات المحاكاة الحاسوبية للداخل. يحدث تكون النجوم في مناطق كثيفة من الغبار والغاز، والمعروفة باسم السحب الجزيئية العملاقة. عند زعزعة الاستقرار، يمكن أن تنهار شظايا السحب تحت تأثير الجاذبية لتشكل نجمًا أوليًا. ستؤدي المنطقة الأساسية شديدة الكثافة والساخنة إلى اندماج نووي، وبالتالي إنشاء نجم تسلسل أساسي.
تكونت جميع العناصر الأثقل من الهيدروجين والهيليوم داخل قلب النجوم.
تعتمد خصائص النجم الناتج بشكل أساسي على كتلته الأولية. كلما زاد حجم النجم، زاد لمعانه، وزادت سرعة اندماج وقود الهيدروجين في الهيليوم في قلبه. بمرور الوقت، يتحول وقود الهيدروجين بالكامل إلى هيليوم، ويبدأ النجم في التطور. يتطلب اندماج الهيليوم درجة حرارة أساسية أعلى. النجم ذو درجة حرارة أساسية عالية بما يكفي سيدفع طبقاته الخارجية إلى الخارج مع زيادة كثافته الأساسية. العملاق الأحمر الناتج عن تمدد الطبقات الخارجية يتمتع بعمر قصير، قبل أن يُستهلك وقود الهيليوم في القلب بدوره. يمكن للنجوم الضخمة جدًا أن تمر أيضًا بسلسلة من المراحل التطورية، لأنها تندمج بشكل متزايد مع عناصر أثقل.
يعتمد المصير النهائي للنجم على كتلته، حيث تصبح النجوم ذات الكتلة الأكبر من حوالي ثمانية أضعاف الشمس مستعرات أعظم؛ بينما تنفجر النجوم الأصغر عن طبقاتها الخارجية وتترك وراءها اللب الخامل على شكل قزم أبيض. يشكل طرد الطبقات الخارجية سديمًا كوكبيًا. بقايا المستعر الأعظم هو نجم نيوتروني كثيف، أو ثقب أسود إذا كانت الكتلة النجمية أكبر بثلاث مرات على الأقل من الشمس. يمكن للنجوم الثنائية التي تدور عن قرب أن تتبع مسارات تطورية أكثر تعقيدًا، مثل انتقال الكتلة إلى رفيق قزم أبيض يمكن أن يتسبب في حدوث مستعر أعظم. توزع السدم الكوكبية والمستعرات الأعظمية «المعدنية» المنتجة في النجم عن طريق الاندماج في الوسط النجمي؛ بدونها، كل النجوم الجديدة (وأنظمتها الكوكبية) ستتشكل من الهيدروجين والهيليوم فقط.

### علم الفلك الشمسي

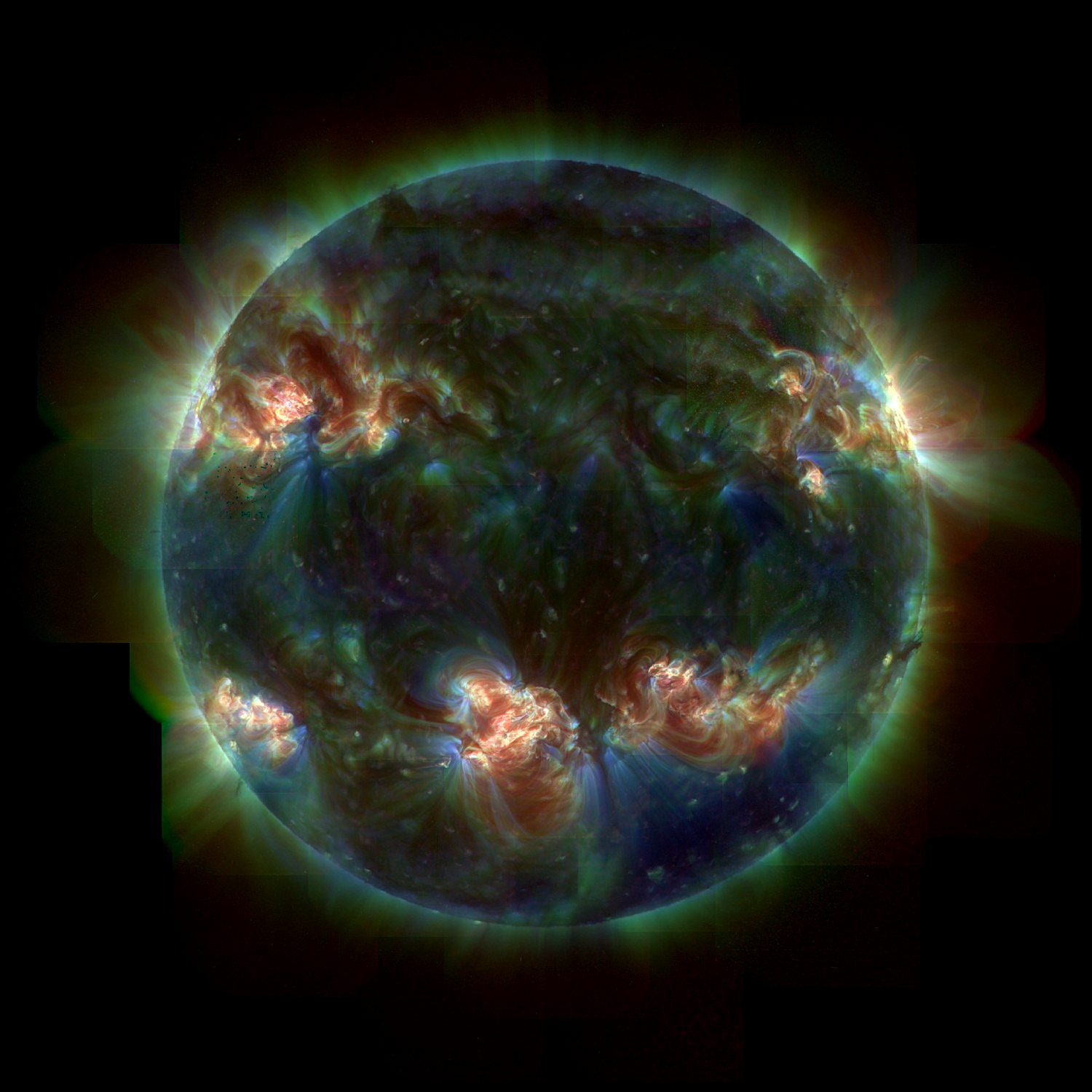
صورة بالأشعة فوق البنفسجية للفوتوسفير النشط للشمس كما عرضها التلسكوب الفضائي TRACE.

وعلى مسافة تصل إلى نحو ثماني دقائق ضوئية، تعدّ الشمس أكثر النجوم دراسةً، وهي نجم قزمي نموذجي من المجموعة G2 V، ويبلغ عمرها حوالى 4.6 مليار عام. لا تعتبر الشمس نجمًا متغيرًا، ولكنها لا تخضع للتغييرات الدورية في نشاطها المعروف باسم الدورة الشمسية. وذلك يعد تقلباً في الأرقام الشمسية لمدة 11 عاماً. والبقع الشمسية هي مناطق ذات درجة حرارة أقل من المتوسط ترتبط بالنشاط المغناطيسي المكثف.
ازدادت الشمس إشراقًا عبر الزمن، وتبلغ الزيادة بنسبة 40% منذ أن أصبحت الشمس نجم تسلسل رئيسي. كما خضعت الشمس أيضا لتغيرات دورية من حيث الإشراق والذي يمكن أن يكون له تأثير ملموس على كوكب الأرض. وعلى سبيل المثال، يعتقد أن ظاهرة موندر قد سببت حدوث ظاهرة العصر الجليدي الصغير خلال القرون الوسطى.
يطلق على السطح الخارجي المرئي للشمس الفوتوسفير. ويوجد فوق هذه الطبقة، منطقة رقيقة تعرف باسم الكروموسفير. ويحيط بها منطقة انتقالية ذات درجات حرارة تتزايد بسرعة، ثم يأتي بعدها طبقة الهالة الساخنة.
ويقع في مركز الشمس المنطقة الرئيسية، وهي تحتوي على كمية من درجة الحرارة والضغط تكفي لحدوث اندماج نووي. بينما يوجد فوق المنطقة الرئيسية منطقة الإشعاع، حيث تنقل البلازما تدفق الطاقة عن طريق الإشعاعات. وتكون الطبقات الخارجية منطقة حرارية حيث تنقل المواد الغازية الطاقة عن طريق تغيير المكان الفيزيائي للغاز. ويعتقد بأن تلك المنطقة الحرارية تخلق نشاطًا مغناطيسيًا مما يولد بقع شمسية.
يخرج من الشمس رياح شمسية تتكون من جزيئات البلازما في شكل تيارات حتى تصل إلى منطقة أفول الشمس. وتتفاعل هذه الرياح الشمسية مع المجال المغناطيسي لكوكب الأرض لتكوين حزام فان آلن الإشعاعي، بالإضافة إلى الشفق القطبي، حيث تنحدر خطوط الحقل المغناطيسي لكوكب الأرض لتصل إلى الغلاف الجوي.

### العلوم الكوكبية

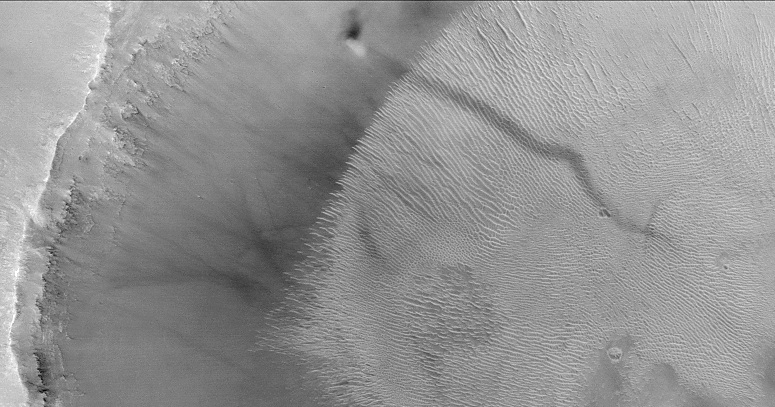
البقعة السوداء في الأعلى هي دوامة ترابية تتسلق جدار فوهة على سطح المريخ. هذا العمود المتحرك والدوامي من الغلاف الجوي للمريخ (الذي يمكن مقارنته بإعصار أرضي) خلق الخط المظلم الطويل.

يفحص مجال الفلك تجمع الكواكب، والأقمار، والكواكب القزمية، والمذنبات، والكويكبات، وغيرها من الأجسام التي تدور حول الشمس، فضلا عن الكواكب التي تقع خارج المجموعة الشمسية. ولقد دُرسَ النظام الشمسي بشكل جيد نسبيًا باستخدام التلسكوب في باديء الأمر، ثم من خلال المركبات الفضائية. وأدى ذلك إلى فهم كيفية تكوين وتطور الكواكب بشكل جيد وشامل، على الرغم من وجود العديد من الاكتشافات الجديدة.
وينقسم النظام الشمسي إلى الكواكب الداخلية، وحزام الكويكبات، والكواكب الخارجية. تتكون الكواكب الصخرية الداخلية من كوكب عطارد، والزهرة، والأرض، والمريخ. بينما تضم الكواكب الغازية الخارجية كل من كوكب المشتري، وزحل، واورانوس، ونبتون. ويقع حزام كايبر بعد كوكب نبتون، وأخيراً توجد سحابة أورط التي قد تمتد على بعد سنة ضوئية.
وتكونت الكواكب قبل 4.6 مليار سنة من خلال قرص كوكبي كان يحيط بالشمس في أول عهدها. كون ذلك القرص كتل مادية تطورت مع الوقت لتصبح كواكب أولية، وتمت تلك العملية من خلال الجاذبية، والتصادم، والتراكم. ثم قام الضغط الإشعاعي الناتج من الرياح الشمسية بطرد معظم المواد التي لم تتطور بعد، ونجد أن الكواكب التي لديها كتل كافية هي التي حافظت على الغلاف الجوي الغازي. واستمرت الكواكب في طرد المواد المتبقية خلال فترة من القصف المكثف، والدليل على ذلك هو وجود حفر عديدة على سطح القمر. وخلال تلك الفترة، يمكن لبعض الكواكب الأولية أن تصطدم ببعضها البعض، وتلك هي الفرضية الرائدة حول كيفية تكون القمر.
وعندما يصل الكوكب إلى الكتلة الكافية، تعزل المواد ذات الكثافة المختلفة داخل الكوكب، وذلك خلال التمايز الكوكبي. ويمكن لهذه العملية أن تشكل نواة صخرية أو معدنية محاطة بغطاء وسطح خارجي. ويمكن أن تضم النواة مناطق صلبة وسائلة، بينما تنتج بعض النوى الكوكبية المجال المغناطيسي الخاص بها الذي يمكن أن يحمي غلافها الجوي من الرياح الشمسية.
تنتج الحرارة الداخلية لأي كوكب أو قمر من التصادمات التي تحدث بسبب تجمع المكونات في باطنه، ومن ضمنها المواد المشعة (مثل: اليورانيوم، والثوريوم، والألومنيوم-26 أو الحرارة الناتجة من المد والجزر، وهذه تنشأ من تجاذب الكوكب لنجمه (شمسه) المركزي الكبير). تنشأ في بعض الكواكب والأقمار قوى تعمل على دفع العمليات الجيولوجية على سطح الكوكب، مثل البراكين وحركات الصفائح التكتونية. إذا كان للكوكب كتلة استطاع الاحتفاظ بغلافه الجوي عن طريق الجاذبية، أما إذا كانت كتلته غبر كافية فإنه يفقد ما عليه من غازات ولا يحصل على غلافه الجوي. وبمعرفتنا أن القمر مثلا ليس له غلاف جوي بسبب صغر كتلته. تبرد الأجرام الصغيرة التي ليس لها تسارع مدي بسرعة كبيرة؛ ويتوقف نشاطها الجيولوجي باستثناء أثر الفوهات الصدمية.

## دراسات متعددة التخصصات
ظهرت العديد من الروابط الهامة متعددة التخصصات بين علم الفلك والفيزياء الفلكية ومع غيرها من المجالات العلمية الرئيسية. يدرس علم الآثار الفلكي الفلك القديم أو التقليدي من حيث سياقها الثقافي مستخدمًا أدلة أثرية وأنثروبولوجية. بينما يهتم علم الأحياء الفلكي بدراسة ظهور وتطور النظم البيولوجية في الكون، مع التركيز بوجه خاص على إمكانية وجود حياة خارج كوكب الأرض.
يطلق على دراسة المواد الكيميائية الموجودة في الفضاء، بما في ذلك التشكيل والتفاعل والتلاشي، بعلم الكيمياء الفلكية. وتوجد هذه المواد عادةً في السحب الجزيئية، على الرغم من أنها قد تظهر داخل النجوم ذات درجة حرارة منخفضة، والكواكب القزمية البنية. وتهتم الكيمياء الكونية بدراسة المواد الكيميائية الموجودة داخل المجموعة الشمسية، بما في ذلك أصول العناصر والاختلافات في نسب النظائر. وتمثل كل من هذه المجالات تداخل التخصصات في علم الفلك والكيمياء.

## هواة علم الفلك

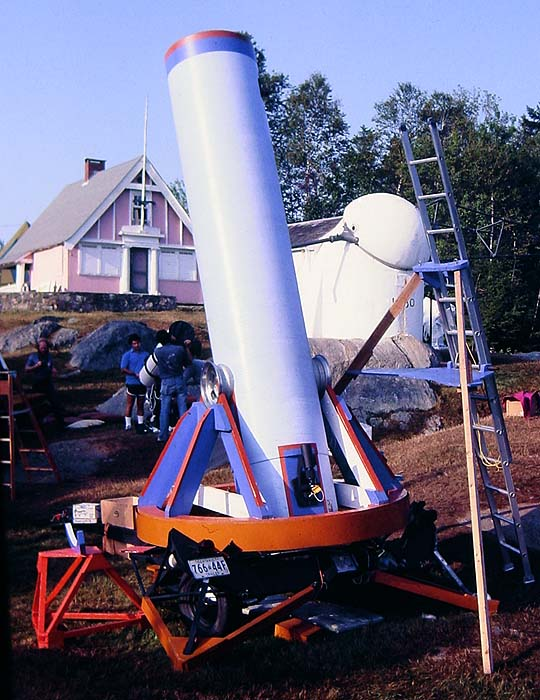
يمكن لهواة علم الفلك بناء معداتهم الخاصة، وإقامة حفلات وتجمعات النجوم، مثل ستيلافان.

يعد علم الفلك واحدًا من العلوم التي يمكن للهواة المساهمة فيه كثيرًا.
يلاحظ هواة علم الفلك مجموعة متنوعة من الأجسام السماوية والظواهر باستخدام معدات بنوها بأنفسهم. وتشمل الأهداف المشتركة لهواة علم الفلك القمر، والكواكب، والنجوم، والمذنبات، وزخات الشهب، ومجموعة متنوعة من أجسام السماء العميقة مثل عناقيد النجوم، والمجرات، والسدم. ويعدّ علم الفوتوغرافيا الفلكية فرعاً من فروع علم الفلك للهواة، وهو يضم التقاط صور للسماء مساءً. ويحب كثير من الهواة التخصص في رصد أجسام معينة، وأنواع من الأجسام، أو أنواع من الأحداث التي تهمهم.
ويعمل معظم الهواة في الأطوال الموجية المرئية، بينما يهتم عدد قليل منهم بالتجارب الخاصة بالأطوال الموجية خارج الطيف المرئي. وهذا يشمل استخدام مرشحات الأشعة تحت الحمراء في التلسكوبات التقليدية، بالإضافة إلى استخدام التلسكوبات الراديوية. ويعدّ كارل جانسكي رائداً من هواة علم الفلك الراديوي، ولقد بدأ بمراقبة السماء من خلال موجات راديوية في الثلاثينيات. واستخدم عدد من هواة الفلك تلسكوبات محلية الصنع أو تلسكوبات راديوية بنيت أصلاً لتستخدم في البحوث الفلكية، ولكنها أصبحت الآن متاحة للهواة (مثل: مقراب الواحد ميل).
واستمر الفلكيين الهواة في تقديم إسهامات علمية في مجال علم الفلك. ويعدّ علم الفلك واحداً من التخصصات العلمية القليلة التي ما زال الهواة قادرون على تقديم مساهمات علمية هامة. ويمكن للهواة إجراء قياسات غيبية تستخدم لصقل مدارات الكواكب الصغيرة. كما يمكنهم اكتشاف المذنبات، وتدوين ملاحظات عادية حول العديد من النجوم. وسمحت التحسينات التي حدثت في التكنولوجيا الرقمية للهواة بتقديم مساهمات رائعة في مجال الفوتوغرافيا الفلكية.

## مسائل غير محلولة في علم الفلك
مع أن النظام العلمي لعلم الفلك قد خطى خطوات هائلة نحو فهم طبيعة الكون ومحتوياته، إلّا أنه ما زال هناك بعض الأسئلة الهامة التي لم يُجَبْ عنها، وقد تتطلب الإجابة على تلك الأسئلة بناء معدات أرضية وفضائية جديدة، وربما التطورات الجديدة في مجال الفيزياء النظرية والتجريبية.
- ما هو أصل طيف الكتلة النجمية؟ ولذلك يراقب الفلكيون نفس التوزيع للكتل النجمية (دالة الكتلة الأولية) بغض النظر عن الظروف الأولية؟[138] وبالتالي، فنحن بحاجة إلى فهم أعمق لتكوين النجوم والكواكب.
- هل هناك حياة خارج الأرض أخرى في الكون؟ هل هناك حياة ذكية أخرى؟ وإذا كان الأمر كذلك، فما هو تفسير مفارقة فيرمي؟ إن وجود حياة في أماكن أخرى له آثار علمية وفلسفية هامة.[139][140] هل النظام الشمسي طبيعي أم غير نمطي؟
- ما هي طبيعة المادة المظلمة والطاقة المظلمة؟ فهي تهيمن على تطور ومصير الكون. ومع ذلك فإننا لا نزال نجهل طبيعتها الحقيقية.[141]
- ماذا سيكون المصير النهائي لهذا الكون؟[142]
- كيف تشكلت المجرات الأولى؟[143] كيف تشكلت الثقوب السوداء الفائقة؟[144]
- ما هو تكوين الأشعة الكونية فائقة الطاقة؟[145]
- لماذا تعد وفرة الليثيوم في الكون أقل بأربع مرات مما يتنبأ به نموذج الانفجار العظيم القياسي؟[146]
- ما الذي يحدث حقًا بعد أفق الحدث؟[147]
- لماذا تسمح الثوابت الفيزيائية بوجود الحياة؟ هل يمكن أن تكون نتيجة الانتقاء الطبيعي الكوني؟[148]
- ما الذي تسبب في حدوث التضخم الكوني الذي أدى إلى نشوء كون متجانس؟[149][150][151]

## السنة الدولية لعلم الفلك 2009
خلال الجمعية العامة رقم 62 للأمم المتحدة، أعلنت سنة 2009 لتكون السنة الدولية لعلم الفلك (IYA2009)، وأصبح القرار رسمياً في 20 ديسمبر 2008. بالإضافة إلى وجود مخطط عالمي وضعه الاتحاد الفلكي الدولي (IAU)، كما أيدته منظمة اليونسكو، وهي القسم المسؤول عن الأمور التعليمية والعلمية والثقافية بالأمم المتحدة. كانت تهدف الـIYA2009 إلى الاحتفال العالمي بعلم الفلك ومساهماته في المجتمع والثقافة، وتحفيز الاهتمام العالمي بعلم الفلك والعلم بصفة عامة، خاصة الشباب.

### فهرس المراجع
1. ↑  HubbleSite - NewsCenter - Hubble's Deepest View Ever of the Universe Unveils Earliest Galaxies (03/09/2004) - Release Images نسخة محفوظة 31 أكتوبر 2016 على موقع واي باك مشين.
2. ↑  "MUSE Probes Uncharted Depths of Hubble Ultra Deep Field – Deepest ever spectroscopic survey completed". www.eso.org. مؤرشف من الأصل في 2020-11-12. اطلع عليه بتاريخ 2017-11-30.
3. ↑  أحمد رياض تركي، المحرر (1968)، المعجم العلمي المصور (بالعربية والإنجليزية)، القاهرة: الجامعة الأمريكية بالقاهرة، ص. 31، OCLC:18795017، QID:Q123644307
4. ↑  معجم مصطلحات الفيزياء (بالعربية والإنجليزية والفرنسية)، دمشق: مجمع اللغة العربية بدمشق، 2015، ص. 33، OCLC:1049313657، QID:Q113016239
5. ↑  Unsöld، Albrecht؛ Baschek، Bodo (2001). Classical Astronomy and the Solar System – Introduction. ص. 1.
6. 1 2  Welle (www.dw.com), Deutsche. "علم الفلك | DW | 12.09.2022". DW.COM (بar-AE). Archived from the original on 2023-03-04. Retrieved 2023-01-27.{{استشهاد ويب}}:  صيانة الاستشهاد: لغة غير مدعومة (link)
7. ↑  Unsöld، Albrecht؛ Baschek، Bodo (2001). Classical Astronomy and the Solar System. ص. 6–9.
8. ↑  Arthur M. Sackler Colloquia of the National Academy of Sciences: Physical Cosmology; Irvine, California: March 27–28, 1992.
9. 1 2  Mims III، Forrest M. (1999). "Amateur Science--Strong Tradition, Bright Future". Science. ج. 284 ع. 5411: 55–56. DOI:10.1126/science.284.5411.55. ISSN:0036-8075. مؤرشف من الأصل في 2009-05-03. اطلع عليه بتاريخ 2008-12-06. Astronomy has traditionally been among the most fertile fields for serious amateurs [...]
10. ↑  "International Year of Astronomy 2009". Sky & Telescope. 1 يناير 2009. مؤرشف من الأصل في 2013-02-02. اطلع عليه بتاريخ 2009-01-09.
11. ↑  
ابن منظور (1984). لسان العرب. دار المعارف. ص. 3083. ISBN:9770211052.
12. ↑  
ابن منظور (1984). لسان العرب. دار المعارف. ص. 3464. ISBN:9770211052.
13. ↑  
الفيروز أبادي (1980). القاموس المحيط. الهيئة المصرية العامة للكتاب. ج. الثالث. ص. 306.
14. ↑  
مجمع اللغة العربية بمصر (2004). المعجم الوسيط (ط. الرابعة). مكتبة الشروق الدولية. ص. 701.
15. ↑  
منير البعلبكي،؛ رمزي منير البعلبكي (2008). المورد الحديث. دار العلم للملايين. ص. 85-86.
16. ↑  Losev، Alexandre (2012). "'Astronomy' or 'astrology': A brief history of an apparent confusion". Journal of Astronomical History and Heritage. ج. 15 ع. 1: 42. arXiv:1006.5209. Bibcode:2012JAHH...15...42L.
17. ↑  Unsöld، Albrecht؛ Baschek, Bodo (2001). The New Cosmos: An Introduction to Astronomy and Astrophysics. Translated by Brewer, W.D. Berlin, New York: Springer. ISBN:978-3-540-67877-9.
18. 1 2  Scharringhausen، B. "Curious About Astronomy: What is the difference between astronomy and astrophysics?". مؤرشف من الأصل في 2007-06-09. اطلع عليه بتاريخ 2016-11-17.
19. 1 2  Odenwald، Sten. "Archive of Astronomy Questions and Answers: What is the difference between astronomy and astrophysics?". astronomycafe.net. The Astronomy Cafe. مؤرشف من الأصل في 2007-07-08. اطلع عليه بتاريخ 2007-06-20.
20. 1 2  "Penn State Erie-School of Science-Astronomy and Astrophysics". مؤرشف من الأصل في 2007-11-01. اطلع عليه بتاريخ 2007-06-20.
21. ↑  "Merriam-Webster Online". Results for "astronomy". مؤرشف من الأصل في 2007-06-17. اطلع عليه بتاريخ 2007-06-20.
22. ↑  "Merriam-Webster Online". Results for "astrophysics". مؤرشف من الأصل في 2020-06-20. اطلع عليه بتاريخ 2007-06-20.
23. 1 2 3  Shu، F.H. (1983). The Physical Universe. Mill Valley, California: University Science Books. ISBN:978-0-935702-05-7. مؤرشف من الأصل في 2020-08-01.
24. ↑  Pedersen، Olaf (1993). Early physics and astronomy : a historical introduction (ط. Rev.). Cambridge [England]: مطبعة جامعة كامبريدج. ص. 214. ISBN:0521403405.
25. ↑  "astronomy – Britannica Concise". Concise.britannica.com. مؤرشف من الأصل في 2008-02-03. اطلع عليه بتاريخ 2011-11-20.
26. ↑  "Ontario Science Centre: Glossary of Useful Scientific Terms". Ontariosciencecentre.ca. مؤرشف من الأصل في 2012-04-07. اطلع عليه بتاريخ 2011-11-20.
27. ↑  "Outer Space Glossary". Library.thinkquest.org. مؤرشف من الأصل في 7 October 2011. اطلع عليه بتاريخ 20 نوفمبر 2011.
28. ↑  "astrology – Britannica Concise". Concise.britannica.com. مؤرشف من الأصل في 2007-12-12. اطلع عليه بتاريخ 2011-11-20.
29. ↑  "The Skeptic Dictionary's entry on astrology". Skepdic.com. 7 فبراير 2011. مؤرشف من الأصل في 2018-09-26. اطلع عليه بتاريخ 2011-11-20.
30. ↑  "Astrology". Bad Astronomy. 2 يوليو 2011. مؤرشف من الأصل في 2019-05-13. اطلع عليه بتاريخ 2011-11-20.
31. ↑  Forbes, 1909
32. ↑  DeWitt، Richard (2010). "The Ptolemaic System". Worldviews: An Introduction to the History and Philosophy of Science. Chichester, England: Wiley. ص. 113. ISBN:978-1-4051-9563-8. مؤرشف من الأصل في 2022-04-10.
33. ↑  "Eclipses and the Saros". NASA. مؤرشف من الأصل في 2007-10-30. اطلع عليه بتاريخ 2007-10-28.
34. ↑  Krafft، Fritz (2009). "Astronomy". في Cancik، Hubert؛ Schneider، Helmuth (المحررون). Brill's New Pauly.
35. ↑  Berrgren، J.L.؛ Sidoli، Nathan (مايو 2007). "Aristarchus's On the Sizes and Distances of the Sun and the Moon: Greek and Arabic Texts". Archive for History of Exact Sciences. ج. 61 ع. 3: 213–54. DOI:10.1007/s00407-006-0118-4. S2CID:121872685.
36. ↑  "Hipparchus of Rhodes". School of Mathematics and Statistics, جامعة سانت أندروز, Scotland. مؤرشف من الأصل في 2007-10-23. اطلع عليه بتاريخ 2007-10-28.
37. ↑  Thurston، H. (1996). Early Astronomy. Springer Science & Business Media. ص. 2. ISBN:978-0-387-94822-5. مؤرشف من الأصل في 2020-10-15.
38. ↑  Marchant، Jo (2006). "In search of lost time". Nature. ج. 444 ع. 7119: 534–38. Bibcode:2006Natur.444..534M. DOI:10.1038/444534a. PMID:17136067.
39. ↑  Needham, Volume 3, p.242
40. ↑  Needham, Volume 3, p.172-3
41. ↑  Needham, Volume 3, p.171
42. ↑  Kennedy، Edward S. (1962). "Review: The Observatory in Islam and Its Place in the General History of the Observatory by Aydin Sayili". Isis. ج. 53 ع. 2: 237–39. DOI:10.1086/349558.
43. ↑  Micheau، Françoise. Rashed، Roshdi؛ Morelon، Régis (المحررون). "The Scientific Institutions in the Medieval Near East". Encyclopedia of the History of Arabic Science. ج. 3: 992–93.
44. ↑  Nas، Peter J (1993). Urban Symbolism. Brill Academic Publishers. ص. 350. ISBN:978-90-04-09855-8.
45. ↑  Kepple، George Robert؛ Sanner، Glen W. (1998). The Night Sky Observer's Guide. Willmann-Bell, Inc. ج. 1. ص. 18. ISBN:978-0-943396-58-3.
46. 1 2  Berry، Arthur (1961). A Short History of Astronomy From Earliest Times Through the 19th Century. New York: Dover Publications, Inc. ISBN:978-0-486-20210-5. مؤرشف من الأصل في 2021-08-08.
47. ↑  Hoskin, Michael، المحرر (1999). The Cambridge Concise History of Astronomy. Cambridge University Press. ISBN:978-0-521-57600-0. {{استشهاد بكتاب}}: تحقق من التاريخ في: |سنة= لا يطابق |تاريخ= (مساعدة)
48. ↑  Hannam, James. God's philosophers: how the medieval world laid the foundations of modern science. Icon Books Ltd, 2009, 180
49. ↑  McKissack، Pat؛ McKissack, Frederick (1995). The royal kingdoms of Ghana, Mali, and Songhay: life in medieval Africa. H. Holt. ص. 103. ISBN:978-0-8050-4259-7. مؤرشف من الأصل في 2021-08-08.
50. ↑  Clark، Stuart؛ Carrington, Damian (2002). "Eclipse brings claim of medieval African observatory". New Scientist. مؤرشف من الأصل في 2015-04-30. اطلع عليه بتاريخ 2010-02-03.
51. ↑  Hammer، Joshua (2016). The Bad-Ass Librarians of Timbuktu And Their Race to Save the World's Most Precious Manuscripts. 1230 Avenue of the Americas New York, NY 10020: Simon & Schuster. ص. 26-27. ISBN:978-1-4767-7743-6. مؤرشف من الأصل في 2022-05-11.{{استشهاد بكتاب}}:  صيانة الاستشهاد: مكان (link)
52. ↑  Holbrook، Jarita C.؛ Medupe, R. Thebe؛ Urama, Johnson O. (2008). African Cultural Astronomy. Springer. ISBN:978-1-4020-6638-2. مؤرشف من الأصل في 2020-10-27.
53. ↑  "Cosmic Africa explores Africa's astronomy". Science in Africa. مؤرشف من الأصل في 2003-12-03. اطلع عليه بتاريخ 2002-02-03.
54. ↑  Holbrook، Jarita C.؛ Medupe, R. Thebe؛ Urama, Johnson O. (2008). African Cultural Astronomy. Springer. ISBN:978-1-4020-6638-2. مؤرشف من الأصل في 2020-10-27.
55. ↑  "Africans studied astronomy in medieval times". The Royal Society. 30 يناير 2006. مؤرشف من الأصل في 2008-06-09. اطلع عليه بتاريخ 2010-02-03.
56. ↑  Stenger, Richard "Star sheds light on African 'Stonehenge'". CNN. 5 ديسمبر 2002. مؤرشف من الأصل في 2011-05-12.. CNN. 5 December 2002. Retrieved on 30 December 2011.
57. ↑  J.L. Heilbron, The Sun in the Church: Cathedrals as Solar Observatories (1999) p.3
58. ↑  Forbes, 1909, pp. 49–58
59. ↑  Forbes, 1909, pp. 58–64
60. ↑  Chambers, Robert (1864) Chambers Book of Days
61. ↑  Forbes, 1909, pp. 79–81
62. ↑  Forbes, 1909, pp. 74–76
63. ↑  Belkora, Leila (2003). Minding the heavens: the story of our discovery of the Milky Way. سي آر سي بريس. ص. 1–14. ISBN:978-0-7503-0730-7. مؤرشف من الأصل في 2020-10-27.
64. ↑  Castelvecchi، Davide؛ Witze، Witze (11 فبراير 2016). "Einstein's gravitational waves found at last". Nature News. DOI:10.1038/nature.2016.19361. S2CID:182916902. مؤرشف من الأصل في 2020-08-16. اطلع عليه بتاريخ 2016-02-11.
65. ↑  B.P. Abbott وآخرون (LIGO Scientific Collaboration and Virgo Collaboration) (2016). "Observation of Gravitational Waves from a Binary Black Hole Merger". Physical Review Letters. ج. 116 ع. 6: 061102. arXiv:1602.03837. Bibcode:2016PhRvL.116f1102A. DOI:10.1103/PhysRevLett.116.061102. PMID:26918975.
66. ↑  "Electromagnetic Spectrum". NASA. مؤرشف من الأصل في 2006-09-05. اطلع عليه بتاريخ 2016-11-17.
67. 1 2 3 4 5 6 7 8 9 10 11 12 13 14  A. N. Cox, editor (2000). Allen's Astrophysical Quantities. New York: Springer-Verlag. ISBN:0-387-98746-0. مؤرشف من الأصل في 2022-06-17. {{استشهاد بكتاب}}: |مؤلف= باسم عام (مساعدة)
68. ↑  "In Search of Space". Picture of the Week. European Southern Observatory. مؤرشف من الأصل في 2020-08-13. اطلع عليه بتاريخ 2014-08-05.
69. ↑  "Wide-field Infrared Survey Explorer Mission". ناسا جامعة كاليفورنيا. 30 سبتمبر 2014. مؤرشف من الأصل في 2010-01-12. اطلع عليه بتاريخ 2016-11-17.
70. ↑  Majaess، D. (2013). "Discovering protostars and their host clusters via WISE". Astrophysics and Space Science. ج. 344 ع. 1: 175–186. arXiv:1211.4032. Bibcode:2013Ap&SS.344..175M. DOI:10.1007/s10509-012-1308-y. S2CID:118455708.
71. ↑  Staff (11 سبتمبر 2003). "Why infrared astronomy is a hot topic". ESA. مؤرشف من الأصل في 2012-11-18. اطلع عليه بتاريخ 2008-08-11.
72. ↑  "Infrared Spectroscopy – An Overview". ناسا معهد كاليفورنيا للتقنية. مؤرشف من الأصل في 2008-10-05. اطلع عليه بتاريخ 2008-08-11.
73. 1 2  P. Moore (1997). Philip's Atlas of the Universe. Great Britain: George Philis Limited. ISBN:0-540-07465-9.
74. ↑  Penston، Margaret J. (14 أغسطس 2002). "The electromagnetic spectrum". Particle Physics and Astronomy Research Council. مؤرشف من الأصل في 2012-09-08. اطلع عليه بتاريخ 2016-11-17.
75. ↑  Gaisser، Thomas K. (1990). Cosmic Rays and Particle Physics. Cambridge University Press. ص. 1–2. ISBN:978-0-521-33931-5. مؤرشف من الأصل في 2020-10-03.
76. ↑  Abbott، Benjamin P.؛ وآخرون (LIGO Scientific Collaboration and Virgo Collaboration) (2016). "Observation of Gravitational Waves from a Binary Black Hole Merger". Phys. Rev. Lett. ج. 116 ع. 6: 061102. arXiv:1602.03837. Bibcode:2016PhRvL.116f1102A. DOI:10.1103/PhysRevLett.116.061102. PMID:26918975.
77. ↑  Tammann، G.A.؛ Thielemann، F.K.؛ Trautmann، D. (2003). "Opening new windows in observing the Universe". Europhysics News. مؤرشف من الأصل في 2012-09-06. اطلع عليه بتاريخ 2016-11-17.
78. ↑  LIGO Scientific Collaboration and Virgo Collaboration؛ Abbott، B.P.؛ Abbott، R.؛ Abbott، T.D.؛ Abernathy، M. R.؛ Acernese، F.؛ Ackley، K.؛ Adams، C.؛ Adams، T. (15 يونيو 2016). "GW151226: Observation of Gravitational Waves from a 22-Solar-Mass Binary Black Hole Coalescence". Physical Review Letters. ج. 116 ع. 24: 241103. arXiv:1606.04855. Bibcode:2016PhRvL.116x1103A. DOI:10.1103/PhysRevLett.116.241103. PMID:27367379.
79. ↑  "Planning for a bright tomorrow: Prospects for gravitational-wave astronomy with Advanced LIGO and Advanced Virgo". LIGO Scientific Collaboration. مؤرشف من الأصل في 2020-08-13. اطلع عليه بتاريخ 2015-12-31.
80. ↑  Xing، Zhizhong؛ Zhou، Shun (2011). Neutrinos in Particle Physics, Astronomy and Cosmology. Springer. ص. 313. ISBN:978-3-642-17560-2. مؤرشف من الأصل في 2020-10-19.
81. ↑  Calvert، James B. (28 مارس 2003). "Celestial Mechanics". University of Denver. مؤرشف من الأصل في 2007-08-05. اطلع عليه بتاريخ 2006-08-21.
82. ↑  "Hall of Precision Astrometry". University of Virginia Department of Astronomy. مؤرشف من الأصل في 2013-07-24. اطلع عليه بتاريخ 2006-08-10.
83. ↑  Wolszczan, A.; Frail, D. A. (1992). "A planetary system around the millisecond pulsar PSR1257+12". Nature. ج. 355: 145–147. DOI:10.1038/355145a0.{{استشهاد بدورية محكمة}}:  صيانة الاستشهاد: أسماء متعددة: قائمة المؤلفين (link)
84. ↑  Roth، H. (1932). "A Slowly Contracting or Expanding Fluid Sphere and its Stability". Physical Review. ج. 39 ع. 3: 525–29. Bibcode:1932PhRv...39..525R. DOI:10.1103/PhysRev.39.525.
85. ↑  Eddington، A.S. (1926). Internal Constitution of the Stars. Cambridge University Press. ج. 52. ص. 233–40. DOI:10.1126/science.52.1341.233. ISBN:978-0-521-33708-3. PMID:17747682. مؤرشف من الأصل في 2020-10-19. {{استشهاد بكتاب}}: |صحيفة= تُجوهل (مساعدة)
86. ↑  "Dark matter". NASA. 2010. مؤرشف من الأصل في 2009-10-30. اطلع عليه بتاريخ 2009-11-02. third paragraph, "There is currently much ongoing research by scientists attempting to discover exactly what this dark matter is"
87. ↑  "astrophysics". Merriam-Webster, Incorporated. مؤرشف من الأصل في 2011-06-10. اطلع عليه بتاريخ 2011-05-22.
88. 1 2  "Focus Areas – NASA Science". nasa.gov. مؤرشف من الأصل في 2020-10-28.
89. ↑  "astronomy". Encyclopædia Britannica. مؤرشف من الأصل في 2015-05-10.
90. ↑  "Astrochemistry". www.cfa.harvard.edu/. 15 يوليو 2013. مؤرشف من الأصل في 2016-11-20. اطلع عليه بتاريخ 2016-11-20.
91. ↑  "About Astrobiology". NASA Astrobiology Institute. NASA. 21 يناير 2008. مؤرشف من الأصل في 2008-10-11. اطلع عليه بتاريخ 2008-10-20.
92. ↑  Mirriam Webster Dictionary entry "Exobiology" (accessed 11 April 2013) نسخة محفوظة 15 يوليو 2020 على موقع واي باك مشين.
93. ↑  Ward، P.D.؛ Brownlee, D. (2004). The life and death of planet Earth. New York: Owl Books. ISBN:978-0-8050-7512-0.
94. ↑  "Origins of Life and Evolution of Biospheres". Journal: Origins of Life and Evolution of Biospheres. مؤرشف من الأصل في 2020-02-08. اطلع عليه بتاريخ 2015-04-06.
95. ↑  "Release of the First Roadmap for European Astrobiology". European Science Foundation. Astrobiology Web. 29 مارس 2016. مؤرشف من الأصل في 2023-03-18. اطلع عليه بتاريخ 2016-04-02.
96. ↑  Corum، Jonathan (18 ديسمبر 2015). "Mapping Saturn's Moons". نيويورك تايمز. مؤرشف من الأصل في 2020-10-20. اطلع عليه بتاريخ 2015-12-18.
97. ↑  Cockell، Charles S. (4 أكتوبر 2012). "How the search for aliens can help sustain life on Earth". CNN News. مؤرشف من الأصل في 2016-09-10. اطلع عليه بتاريخ 2012-10-08.
98. ↑  "Cosmic Detectives". The European Space Agency (ESA). 2 أبريل 2013. مؤرشف من الأصل في 2020-10-19. اطلع عليه بتاريخ 2013-04-15.
99. 1 2 3  Dodelson، Scott (2003). Modern cosmology. Academic Press. ص. 1–22. ISBN:978-0-12-219141-1.
100. ↑  Hinshaw، Gary (13 يوليو 2006). "Cosmology 101: The Study of the Universe". NASA WMAP. مؤرشف من الأصل في 2006-08-13. اطلع عليه بتاريخ 2006-08-10.
101. ↑  Dodelson, 2003, pp. 216–61
102. ↑  "Galaxy Clusters and Large-Scale Structure". University of Cambridge. مؤرشف من الأصل في 2006-10-10. اطلع عليه بتاريخ 2006-09-08.
103. ↑  Preuss، Paul. "Dark Energy Fills the Cosmos". U.S. Department of Energy, Berkeley Lab. مؤرشف من الأصل في 2006-08-11. اطلع عليه بتاريخ 2006-09-08.
104. ↑  Keel، Bill (1 أغسطس 2006). "Galaxy Classification". University of Alabama. مؤرشف من الأصل في 2016-05-17. اطلع عليه بتاريخ 2006-09-08.
105. ↑  "Active Galaxies and Quasars". NASA. مؤرشف من الأصل في 2014-11-26. اطلع عليه بتاريخ 2006-09-08.
106. ↑  Zeilik، Michael (2002). Astronomy: The Evolving Universe (ط. 8th). Wiley. ISBN:0-521-80090-0. مؤرشف من الأصل في 2022-03-12.
107. ↑  Ott، Thomas (24 أغسطس 2006). "The Galactic Centre". Max-Planck-Institut für extraterrestrische Physik. مؤرشف من الأصل في 2006-09-04. اطلع عليه بتاريخ 2016-11-17.
108. 1 2  Smith، Michael David (2004). "Cloud formation, Evolution and Destruction". The Origin of Stars. Imperial College Press. ص. 53–86. ISBN:978-1-86094-501-4.
109. ↑  Smith، Michael David (2004). "Massive stars". The Origin of Stars. Imperial College Press. ص. 185–99. ISBN:978-1-86094-501-4.
110. ↑  Van den Bergh, Sidney (1999). "The Early History of Dark Matter". Publications of the Astronomical Society of the Pacific. ج. 111 ع. 760: 657–60. arXiv:astro-ph/9904251. Bibcode:1999PASP..111..657V. DOI:10.1086/316369. S2CID:5640064.
111. 1 2  Harpaz, 1994, pp. 7–18
112. ↑  Harpaz, 1994
113. ↑  Harpaz, 1994, pp. 173–78
114. ↑  Harpaz, 1994, pp. 111–18
115. ↑  Audouze, Jean؛ Israel, Guy، المحررون (1994). The Cambridge Atlas of Astronomy (ط. 3rd). Cambridge University Press. ISBN:978-0-521-43438-6.
116. ↑  Harpaz, 1994, pp. 189–210
117. ↑  Harpaz, 1994, pp. 245–56
118. 1 2  Johansson، Sverker (27 يوليو 2003). "The Solar FAQ". Talk.Origins Archive. مؤرشف من الأصل في 2018-10-03. اطلع عليه بتاريخ 2006-08-11.
119. ↑  Lerner & K. Lee Lerner، Brenda Wilmoth (2006). "Environmental issues : essential primary sources."". Thomson Gale. مؤرشف من الأصل في 2020-03-04. اطلع عليه بتاريخ 2006-09-11. {{استشهاد ويب}}: |archive-date= / |archive-url= timestamp mismatch (مساعدة)
120. ↑  Pogge, Richard W. (1997). "The Once & Future Sun". New Vistas in Astronomy. مؤرشف من الأصل (lecture notes) في 2005-05-27. اطلع عليه بتاريخ 2010-02-03.
121. ↑  D. P. Stern, M. Peredo (28 سبتمبر 2004). "The Exploration of the Earth's Magnetosphere". NASA. مؤرشف من الأصل في 2019-05-02. اطلع عليه بتاريخ 2006-08-22.
122. ↑  Bell III, J. F.؛ Campbell, B.A.؛ Robinson, M.S. (2004). Remote Sensing for the Earth Sciences: Manual of Remote Sensing (ط. 3rd). John Wiley & Sons. مؤرشف من الأصل في 2006-08-11. اطلع عليه بتاريخ 2016-11-17.
123. ↑  E. Grayzeck, D. R. Williams (11 مايو 2006). "Lunar and Planetary Science". NASA. مؤرشف من الأصل في 2019-05-02. اطلع عليه بتاريخ 2006-08-21.
124. ↑  Roberge، Aki (5 مايو 1997). "Planetary Formation and Our Solar System". Carnegie Institute of Washington—Department of Terrestrial Magnetism. مؤرشف من الأصل في 2009-03-03. اطلع عليه بتاريخ 2006-08-11.
125. ↑  Montmerle, 2006, pp. 87–90
126. ↑  J.K. Beatty, C.C. Petersen, A. Chaikin، المحرر (1999). The New Solar System (ط. 4th). Cambridge press. ISBN:0-521-64587-5.{{استشهاد بكتاب}}:  صيانة الاستشهاد: أسماء متعددة: قائمة المحررين (link)
127. ↑  Aveni 1982: 1
128. ↑  Aveni، Anthony F. (1995)، "Frombork 1992: Where Worlds and Disciplines Collide"، Archaeoastronomy: Supplement to the Journal for the History of Astronomy، ج. 26، ص. S74–S79، Bibcode:1995JHAS...26...74A، DOI:10.1177/002182869502602007
129. ↑  "About Astrobiology". NASA Astrobiology Institute. NASA. 21 يناير 2008. مؤرشف من الأصل في 2008-10-11. اطلع عليه بتاريخ 2008-10-20.
130. ↑  McSween، Harry؛ Huss، Gary (2010). Cosmochemistry (ط. 1st). Cambridge University Press. ISBN:0-521-87862-4.
131. ↑  "The Americal Meteor Society". مؤرشف من الأصل في 2019-05-14. اطلع عليه بتاريخ 2006-08-24.
132. ↑  Lodriguss، Jerry. "Catching the Light: Astrophotography". مؤرشف من الأصل في 2018-09-27. اطلع عليه بتاريخ 2006-08-24.
133. ↑  F. Ghigo (7 فبراير 2006). "Karl Jansky and the Discovery of Cosmic Radio Waves". National Radio Astronomy Observatory. مؤرشف من الأصل في 2019-05-03. اطلع عليه بتاريخ 2006-08-24.
134. ↑  "Cambridge Amateur Radio Astronomers". مؤرشف من الأصل في 2019-01-19. اطلع عليه بتاريخ 2006-08-24.
135. ↑  "The International Occultation Timing Association". مؤرشف من الأصل في 2019-05-13. اطلع عليه بتاريخ 2006-08-24.
136. ↑  "Edgar Wilson Award". Harvard-Smithsonian Center for Astrophysics. مؤرشف من الأصل في 2007-03-15. اطلع عليه بتاريخ 2006-08-24.
137. ↑  "American Association of Variable Star Observers". AAVSO. مؤرشف من الأصل في 2019-05-19. اطلع عليه بتاريخ 2006-08-24.
138. ↑  Kroupa، Pavel (2002). "The Initial Mass Function of Stars: Evidence for Uniformity in Variable Systems". Science. ج. 295 ع. 5552: 82–91. DOI:10.1126/science.1067524. PMID:11778039. مؤرشف من الأصل في 2009-09-26. اطلع عليه بتاريخ 2007-05-28.
139. ↑  "Complex Life Elsewhere in the Universe?". Astrobiology Magazine. مؤرشف من الأصل في 2009-02-05. اطلع عليه بتاريخ 2006-08-12.
140. ↑  "The Quest for Extraterrestrial Intelligence". Cosmic Search Magazine. مؤرشف من الأصل في 2018-09-20. اطلع عليه بتاريخ 2006-08-12.
141. ↑  "11 Physics Questions for the New Century". Pacific Northwest National Laboratory. مؤرشف من الأصل في 2017-04-29. اطلع عليه بتاريخ 2006-08-12.
142. ↑  Hinshaw، Gary (15 ديسمبر 2005). "What is the Ultimate Fate of the Universe?". NASA WMAP. مؤرشف من الأصل في 2019-05-03. اطلع عليه بتاريخ 2007-05-28.
143. ↑  "FAQ – How did galaxies form?". NASA. مؤرشف من الأصل في 2015-12-16. اطلع عليه بتاريخ 2015-07-28.
144. ↑  "Supermassive Black Hole". Swinburne University. مؤرشف من الأصل في 2020-08-14. اطلع عليه بتاريخ 2015-07-28.
145. ↑  Hillas، A.M. (سبتمبر 1984). "The Origin of Ultra-High-Energy Cosmic Rays". Annual Review of Astronomy and Astrophysics. ج. 22: 425–44. Bibcode:1984ARA&A..22..425H. DOI:10.1146/annurev.aa.22.090184.002233. This poses a challenge to these models, because [...]
146. ↑  Howk, J. Christopher; Lehner, Nicolas; Fields, Brian D.; Mathews, Grant J. (6 Sep 2012). "Observation of interstellar lithium in the low-metallicity Small Magellanic Cloud". Nature (بالإنجليزية). 489 (7414): 121–23. arXiv:1207.3081. Bibcode:2012Natur.489..121H. DOI:10.1038/nature11407. PMID:22955622. S2CID:205230254.
147. ↑  Orwig، Jessica (15 ديسمبر 2014). "What Happens When You Enter A Black Hole?". Business Insider International. مؤرشف من الأصل في 2020-08-13. اطلع عليه بتاريخ 2016-11-17.
148. ↑  Cosmological Natural Selection and the Principle of Precedence نسخة محفوظة 15 يناير 2019 على موقع واي باك مشين.
149. ↑  Cosmic Inflation – The Big Bang and the Big Crunch – The Physics of the Universe نسخة محفوظة 1 نوفمبر 2020 على موقع واي باك مشين.
150. ↑  Cosmic Inflation: How It Gave the Universe the Ultimate Kickstart (Infographic) نسخة محفوظة 24 يوليو 2020 على موقع واي باك مشين.
151. ↑  This New Hypothesis Claims to Solve 5 of The Biggest Problems in Physics نسخة محفوظة 8 نوفمبر 2020 على موقع واي باك مشين.
152. ↑  IYA2009 General and Vision نسخة محفوظة 26 يونيو 2018 على موقع واي باك مشين.

### معلومات المراجع
- Forbes، George (1909). History of Astronomy. London: Plain Label Books. ISBN:978-1-60303-159-2. مؤرشف من الأصل في 2020-12-17.
- Harpaz، Amos (1994). Stellar Evolution. A K Peters, Ltd. ISBN:978-1-56881-012-6. مؤرشف من الأصل في 2020-11-24.
- Unsöld، A.؛ Baschek, B. (2001). The New Cosmos: An Introduction to Astronomy and Astrophysics. Springer. ISBN:978-3-540-67877-9.

## وصلات خارجية
- رحلة كونية: تاريخ علم الكونيات من المعهد الأمريكي للفيزياء. (بالإنجليزية)
- الكتب الأساسية والمجلات الأساسية في علم الفلك، من نظام بيانات مؤسسة سميثسونيان/ ناسا للفيزياء الفلكية. (بالإنجليزية)
- علم الفلك، الموقع الرسمي لوكالة الفضاء الأمريكية (NASA). (بالإنجليزية)
- الموقع الرسمي للسنة الدولية للفلك 2009. (بالإنجليزية)
- قسم علم الفلك، الباحثون السوريون. (بالعربية)
- قسم الفضاء الخارجي، الموقع الرسمي لمبادرة ناسا بالعربي. (بالعربية)